# Förderprogramme von Elektroautos nach Ländern
Dieser Artikel behandelt Förderprogramme von Elektroautos in einzelnen Ländern.
Elektromobilität wird als Teil der Energiewende begriffen, um politische Importabhängigkeiten und wirtschaftliche Risiken von verknappendem Erdöl zu reduzieren und klimaschädliche Emissionen zu reduzieren. Ihr volles Potential für den Klimaschutz entfalten elektrisch betriebene Verkehrssysteme erst bei der Verwendung von Strom aus erneuerbaren Energiequellen. Jedoch verursachen batteriebetriebene Elektrofahrzeuge bereits beim heutigen EU-Strommix geringere CO2-Emissionen als Fahrzeuge mit Verbrennungsmotor. Nach Urteil des Umweltbundesamts ist die direkte Nutzung von Strom als Antriebsenergie im Fahrzeug am effizientesten, ökologischsten und häufig auch wirtschaftlichsten. Beim Vergleich von konventionellen Antrieben und Elektroantrieben ist auch der erhebliche Anteil von grauer Energie bei der Bereitstellung von Kraftstoffen zu berücksichtigen (z. B. für sechs Liter Diesel bis zu 42 kWh).

## Europäische Union

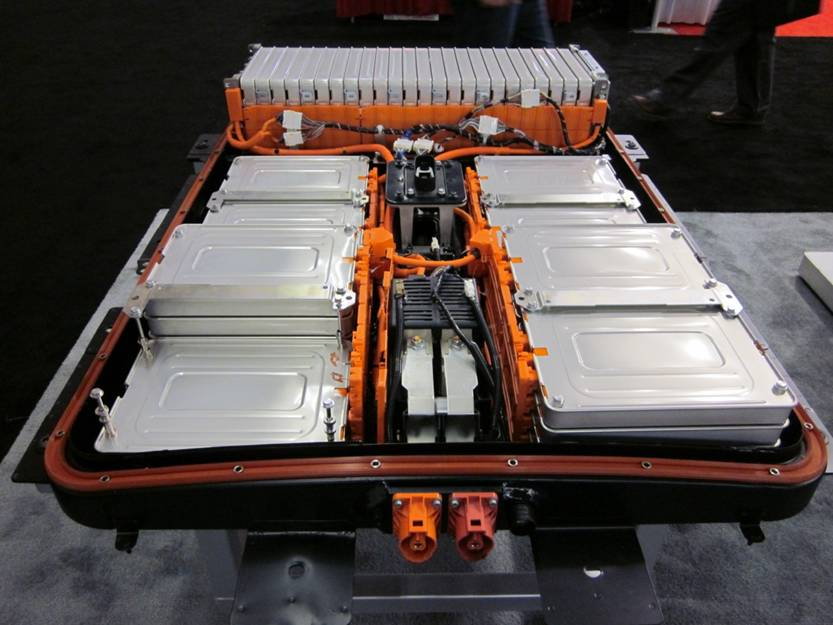
Batterie-Paket des Nissan Leaf

Die Europäische Kommission misst Elektroauto eine besondere Bedeutung bei. Im Rahmen der 2008 ins Leben gerufenen European Green Cars Initiative des European Economic Recovery Plan sollten bis 2013 gemeinsam mit der Industrie in einer Public-private-Partnership (PPP) eine Milliarde Euro für Forschung und Entwicklung für dieses Thema bereitgestellt werden, abgerufen wurden bis zum Ende 420 Millionen Euro. Die Nachfolgeinitiative European Green Vehicles Initiative wurde im Jahr 2013 gestartet.

### European Green Cars Initiative
Es wurde hierin ein Ad-hoc-Beratungsgremium geschaffenen, dem Vertreter der beteiligten Generaldirektionen der Europäischen Kommission sowie der europäischen Technologieplattformen European Road Transport Research Advisory Council (ERTRAC), European Technology Platform on Smart Systems Integration (EPoSS) und SmartGrids angehören. Diese und die Interessensverbände der Automobilhersteller und -zulieferer (EUCAR) und European Association of Automotive Suppliers (CLEPA) haben Vorschläge für die Ausgestaltung der Green-Cars-Initiative unterbreitet, veranstalten zusammen mit der Europäischen Kommission Expertenworkshops z. B. zu den Themen Batterien oder Systemintegration und E/E-Architektur des Elektrofahrzeugs, und haben eine Roadmap der Europäischen Industrie erstellt. Es wird eine Verzahnung der Förderungsaktivitäten in Deutschland und Europa angestrebt.
Die Europäische Union (EU) fördert mit etwa 4,2 Millionen Euro aus dem europäischen Verkehrsförderprogramm Transeuropäische Netze (TEN-T) den Aufbau von Schnellladestationen für Elektrofahrzeuge entlang der wichtigsten Autobahnen zwischen Deutschland (67), Dänemark (23), Niederlande (30) und Schweden (35 Ladestationen). Es wird dies als ein offen zugängliches Netz von Schnellladestationen für Elektrofahrzeuge gebaut. Die Gesamtkosten werden etwa 8,42 Millionen Euro betragen. Der Ausbau soll bis Ende 2015 abgeschlossen sein. Durch diese neuen Schnellladestationen für Elektrofahrzeuge an wichtigen Verkehrsstraßen soll dazu beitragen werden, den Ausbau des Elektrofahrzeugverkehrs in Nordeuropa zu beschleunigen.

### European Green Vehicles Initiative
Auch die 2013 gestartete Anschlussinitiative der European Green Cars Initiative die European Green Vehicles Initiative ist als eine Public-private-Partnership organisiert. 2016 hatte sie 84 Mitglieder aus Industrie und Forschung.
Es gehören ihr weiterhin neben dem Vertreter der beteiligten Generaldirektionen der Europäischen Kommission die Technologieplattformen European Road Transport Research Advisory Council (ERTRAC), European Technology Platform on Smart Systems Integration (EPoSS) und SmartGrids an.
Zusätzlich beteiligt sie sich an Monitoring-Programmen zur Überprüfung der Effizienz der Aktivitäten wie auch an Programmen zum Aufbau von Kommunikationskanälen zwischen den Mitgliedern der EU und deren Forschungsstätten.
Es ist vorgesehen, in Zusammenarbeit mit der Electromobility+ Initiative und europäischen Ländern und Regionen eine sogenannte ERA-NET Cofund-Initiative zur Förderung der Elektromobilität in Europa einzurichten. Die neue Plattform wird auf den Erfahrungen, Netzwerken und Ergebnissen der Electromobility+ Initiative aufbauen. Mit ihr wird das Ziel verfolgt, die länderübergreifende Forschung und einen zielgerichteten Politikaustausch zu den Themen der E-Mobilität in Europa auf eine weitere Kooperationsstufe zu stellen. Mit dem zweigleisigen Ansatz der Initiative werden dabei Forschung und Politik stärker miteinander vernetzt, um die Einführung der Elektromobilität auf europäischer Ebene zu beschleunigen.

## Deutschland

### Staatliche Förderung
Die deutsche Bundesregierung stellte 2009 einen nationalen Entwicklungsplan für Elektromobilität auf und gründete eine nationale Plattform für Elektromobilität mit verschiedenen Fördermaßnahmen, um die Entwicklungsanstrengungen zu Elektrofahrzeugen zu intensivieren. Sie gab das Ziel aus, „dass bis 2020 nicht weniger als eine Million und bis 2030 sogar sechs Millionen Elektrofahrzeuge auf den deutschen Straßen unterwegs“ sein sollten. Dieses Ziel wird deutlich verfehlt.
Da die Markteinführung nur schleppend verlief, schuf die Politik 2015 das Elektromobilitätsgesetz, das es den Gemeinden erlaubt, Elektromobilität unter anderem durch privilegierte Park- und Ladeplätze und Öffnung von Busspuren zu fördern. Der Anteil deutscher Autofahrer, die von freigegebenen Busspuren profitieren können, dürfte jedoch eher gering ausfallen. Außerdem wird damit der Zweck der Busspuren konterkariert und somit dieses Ansinnen als wenig nachhaltiger politischer Aktionismus kritisiert. Zur Unterscheidung von anderen Fahrzeugen kann seit Oktober 2015 ein E-Kennzeichen beantragt werden. Elektrofahrzeuge mit Erstzulassung vor dem 1. Januar 2016 wurden für 10 Jahre von der Kraftfahrzeugsteuer befreit. Seit Jahresbeginn 2016 verkürzt sich dieser Zeitraum auf fünf Jahre, danach gilt ein ermäßigter Steuersatz. Im September 2016 beschloss der Bundestag, dass diese Regelung rückwirkend zum 1. Januar 2016 doch wieder 10 Jahre betragen soll.
Die Lobbyorganisationen der Autohersteller, wie der Verband der Automobilindustrie und der BDI warben 2015/2016 bei deutschen Bundespolitikern offensiv für eine staatliche Subventionierung von Elektroautos und den Aufbau eines Netzes aus Ladestationen. Im Mai 2016 führte die Bundesregierung den Umweltbonus ein. Dieser war eine Kaufprämie in Höhe von 4.000 € für reine Elektroautos bzw. 3.000 € für Plug-in-Fahrzeuge. Die Gesamtfördersumme lag bei 1,2 Milliarden Euro, davon 600 Millionen Euro vom Bund und 600 Millionen von der Industrie. 100 Millionen Euro plante der Bund für Ladestationen und weitere 200 Millionen Euro für Schnellladesäulen.
20 % des Bundesfuhrparks sollte 2017 elektrisch fahren. Von den dafür bereitgestellten Mitteln waren Mitte Juni 2018 nur 2,4 % abgerufen worden. Gleichzeitig wurde das Ziel von einer Million Elektroautos 2020 auf die Hälfte reduziert.
Zum 8. Juli 2020 führte die Bundesregierung zusätzlich zum Umweltbonus die sogenannte Innovationsprämie ein. Mit dieser stieg die Förderung beim Kauf eines reinen Elektrofahrzeugs auf maximal 9.000 Euro sowie für Plug-in-Hybride auf bis zu 6.750 Euro. Eigentlich sollte diese Fördermöglichkeit im Dezember 2021 enden. Im Dezember 2021 teilte das Bundesministerium für Wirtschaft und Klimaschutz hingegen mit, dass die Bezuschussung in dieser Form um ein weiteres Jahr verlängert werde. Im Jahr 2022 wurden Änderungen an der Förderung vorbereitet, weil viele Käufer die Prämie kassierten, aber die Wagen sechs Monate nach dem Kauf mit Gewinn weiterverkauften. So wurde fast jeder vierte der in Deutschland bis Juli 2022 insgesamt 98.000 verkauften Tesla-Autos ins Ausland weiterverkauft. Seit dem 1. Januar 2023 wurde die Förderung auf maximal 4500 Euro gekürzt und auf rein elektrisch betriebene Fahrzeuge beschränkt. Nachdem das Bundesverfassungsgericht am 15. November 2023 die Umwidmung von 60 Milliarden Euro ungenutzter Coronahilfen aus dem Jahr 2021 in den Klima- und Transformationsfonds, aus dem auch die Förderung für E-Autos finanziert wird, für verfassungswidrig erklärt hatte, entstand eine Haushaltskrise, die letztlich dazu führte, dass die staatliche Förderung der Elektromobilität, die eigentlich erst Ende 2024 auslaufen sollte, vorzeitig beendet wurde. Förderanträge wurden noch bis zum Ablauf des 17. Dezember 2023 bearbeitet. Allerdings gingen die Käufer, die in der Hoffnung auf eine Förderung ein E-Auto zwar bestellt, aber dieses noch nicht erhalten und zugelassen bekommen hatten, von einem auf den anderen Tag leer aus. Die Entscheidung wurde von verschiedenen Mobilitätsexperten kritisiert. Die Prämie habe wesentlich dazu beigetragen, den Absatz von E-Autos anzukurbeln. Das von der Bundesregierung proklamierte Ziel von 15 Millionen E-Autos bis 2030 werde zunehmend unrealistischer.
Der Bundesrat forderte in einem Beschluss vom 23. September 2016, dass ab dem Jahr 2030 keine Autos mit Verbrennungsmotor mehr zugelassen werden. Der Beschluss richtete sich auch an die EU-Kommission, spätestens ab dem Jahr 2030 in der gesamten europäischen Union nur noch emissionsfreie Pkw zuzulassen. Basis ist das Übereinkommen von Paris, das vorsieht, dass die Welt ab 2050 CO2-neutral sein soll. Um dies zu erreichen, müsse man bereits 2030 die Neuzulassung von Pkw mit Verbrennungsmotor stoppen.
Die seit 2021 amtierende Bundesregierung unter Bundeskanzler Olaf Scholz proklamierte das Ziel, bis zum Jahr 2030 15 Millionen Elektroautos auf die Straße zu bringen. Zur Verbesserung der Verfügbarkeit von öffentlichen Ladepunkten wurde 2019 der „Masterplan Ladeinfrastruktur“ verabschiedet. 2022 folgte der „Masterplan Ladeinfrastruktur II“, der verschiedene Maßnahmen in den Bereichen Förderung, Befähigung von Kommunen, Flächenverfügbarkeit, Stromnetzintegration, Laden an Gebäuden sowie schwere Nutzfahrzeuge (Busse und Lkws) beinhaltete. Die Planungen sehen vor, dass bis zum Jahr 2030 eine Million öffentlich zugängliche Ladepunkte zur Verfügung stehen sollen.

### Förderprogramme und politische Initiativen
Der Grundstein für die Förderung von Elektroautos in Deutschland wurde im Integrierten Energie- und Klimaprogramm (IEKP) von 2007 gelegt. Konkrete Maßnahmen wurden erstmals im Zusammenhang mit der Nationalen Strategiekonferenz Elektromobilität Ende 2008 in Deutschland diskutiert. Erste Förderprogramme dazu wurden im Rahmen des Konjunkturpakets II Anfang 2009 auf den Weg gebracht. Zuvor hatte sich im Rahmen der Innovationsallianz LIB 2015 ein Industriekonsortium verpflichtet, in den nächsten Jahren 360 Millionen Euro für Forschung und Entwicklung bei Lithium-Ionen-Akkus zu investieren.
Die Bundesregierung (Kabinett Merkel I) hat 2008 im „Nationalen Entwicklungsplan Elektromobilität“ das Ziel angegeben, bis zum Jahr 2020 eine Million Elektrofahrzeuge auf deutsche Straßen zu bringen. Die für die deutsche Wirtschaft bedeutende Automobilindustrie solle auch dort eine Schlüsselrolle einnehmen, ihre starke Position in der Weltwirtschaft halten und weiter ausbauen.
Als zentrale Anlaufstelle für die Elektromobilität wurde Anfang 2010 eine Gemeinsame Geschäftsstelle der Bundesregierung (GGEMO) eingerichtet. Die im Mai 2010 von Bundeskanzlerin Angela Merkel etablierte Nationale Plattform Elektromobilität (NPE) mit Vertretern der beteiligten Wirtschaftsbranchen, Forschungsdisziplinen und Bundesministerien soll weitere konkrete Vorschläge für die Erreichung der Ziele des Nationalen Entwicklungsplans erarbeiten. Die NPE hat am 30. November 2010 einen ersten Zwischenbericht veröffentlicht.
Im Rahmen des Konjunkturpakets II wurden von den Bundesministerien für Wirtschaft und Technologie (BMWi), für Verkehr, Bau und Stadtentwicklung (BMVBS), für Umwelt, Naturschutz und Reaktorsicherheit (BMU), für Bildung und Forschung (BMBF) und für Ernährung, Landwirtschaft und Verbraucherschutz (BMELV) Fördermittel in der Höhe von insgesamt 500 Mio. Euro für Projekte in 15 Themengebieten ausgeschrieben. Koordiniert werden die Projekte von den jeweiligen Projektträgern der Ministerien, z. B. von der VDI/VDE-IT als Projektträger Elektromobilität des BMU oder dem Deutschen Zentrum für Luft- und Raumfahrt als Projektträger Elektromobilität des BMBF.
Die 15 Themengebiete sind:
1. Aufbau eines Kompetenznetzwerks Systemforschung Elektromobilität (BMBF)
2. Etablierung von Forschungszentren zur Steigerung der Kompetenz in der Elektrochemie (BMBF)
3. Energieforschung: neue Förderinitiative „Stromwirtschaftliche Schlüsselelemente der Elektromobilität: Speicher, Netze, Integration“ mit den Förderschwerpunkten: „Stromspeicher“, „Netze der Stromversorgung der Zukunft“, „Konzepte zur Netzintegration“ und „Brennstoffzellen“ (BMWi)
4. Entwicklung von Produktionstechnologien für Li-Ionen-Akkus (BMBF)
5. Verkehrsforschung: kurzfristige Umsetzung aktueller Projektvorschläge (z. B. Komponenten und Systeme zur Bremsenergie-Rückgewinnung, Optimierung des Antriebsstrangs, On-Board-Stromerzeugung zur Reichweitenerhöhung, Nutzung der Motorabwärme zur Erzeugung elektr. Energie, relevante Aspekte der Normung und Standardisierung), wissenschaftliche Vorbereitung und Begleitung von Feldversuchen (Daimler/RWE, Hybrid-Abfallsammelfahrzeug) (BMWi)
6. Erweiterung der Projekte im Rahmen von E-Energy: Neuer Forschungs- und Förderschwerpunkt des BMWi („IKT für Elektromobilität“) und des BMU („Intelligente Netze, erneuerbare Energien und Elektromobilität“) IKT-basierte Lade-, Steuerungs- und Abrechnungs-Infrastrukturen, elektronische Marktplätze und IKT-basierter Technikbetrieb von E-Mobility-Konzepten und ihre Einbindung in elektronische Versorgungsnetze, Dienstleistungen, Geschäftsmodelle, Normen und Standards (BMWi/BMU). Folgende Modellregionen werden gefördert:[46] MeRegioMobil[47][48] eE-Tour Allgäu,[49] Future Fleet,[50] e-mobility, GridSurfer,[51] Harz.EE-mobility, Smart Wheels[52]
7. Feldversuche Elektromobilität im Pkw-Verkehr. Forschungsfragen: u. a. Alternative Ladeverfahren, Weiterentwicklung der Netzintegration Erneuerbarer Energien, Erprobung und Akzeptanz weiterentwickelter Antriebssysteme. Der erste Flottenversuch mit 50 Mini-E wurde am 22. Juni 2009 in Berlin gestartet.[53]
8. Flottenversuch Elektromobilität im Wirtschaftsverkehr. Forschungsfragen: Entwicklung eines Verfahrens zur Netzintegration Erneuerbarer Energien unter Nutzungsprofilen im Wirtschaftsverkehr, Erprobung der Fahrzeuge unter Alltagsbedingungen, Ermittlung des Energiebedarfs und der Nutzerakzeptanz (BMU)

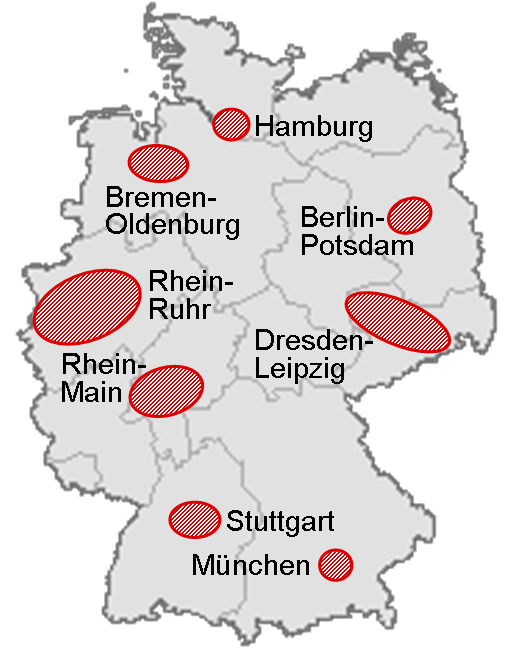
Lage der Modellregionen Elektromobilität in Deutschland im Jahr 2010
9. Am 24. August 2009 wurde das Förderprogramm Modellregionen Elektromobilität in Deutschland gestartet.[54] Für die Regionen stehen insgesamt 115 Millionen Euro zur Verfügung. Eingebunden ist auch die Nationale Organisation Wasserstoff- und Brennstoffzellentechnologie (NOW).[55] Folgende Modellregionen werden gefördert[56] (BMVBS): Hamburg,[57] Bremen/Oldenburg,[58] Rhein-Ruhr (mit Kompetenzzentren Aachen und Münster),[59] Rhein-Main/Nordhessen,[60] Sachsen (mit Schwerpunkten Dresden und Leipzig),[61] Stuttgart,[62] München, Berlin-Potsdam[63][64] (siehe auch: BeMobility)
10. Batterietestzentrum (Zellen, Batterien, Systeme, Crashverhalten) für Zellen, Batterien, Systeme (BMVBS)
11. Forschung und Entwicklung für eine Pilotanlage im Bereich Recycling von Lithium-Ionen-Traktionsbatterien (BMU)
12. Hybridbusse für einen umweltfreundlichen ÖPNV (über KfW) Kleinflotten von mindestens 10 Bussen bei kommunalen Verkehrsbetrieben (BMU)
13. Aufbau von 25 Pilot-Wasserstofftankstellen (BMVBS)
14. Modellvorhaben zu „Mobil mit Biomethan“ (Demonstration der gesamten Bereitstellungskette zur Produktion und Nutzung von Biomethan als Kraftstoff inkl. systemanalytischer Begleitforschung) (BMELV)
15. Errichtung einer Pilot-Synthese-Anlage zur Herstellung hochwertiger synthetischer Kraftstoffe („Bioliq“ beim Forschungszentrum Karlsruhe) (BMELV)

Im September 2009 begann das Forum Elektromobilität als Teil der Systemforschung Elektromobilität der Fraunhofer-Gesellschaft. Das Forum sollte die Forschung der 33 beteiligten Fraunhofer-Institute in Zusammenarbeit mit Industriepartnern bündeln. Die Schaltstelle der Fraunhofer Systemforschung sollte Darmstadt werden. Die Förderung des Vorhabens erfolgte bis 2011 durch 30 Millionen Euro aus dem Konjunkturpaket II.
Der eNOVA Strategiekreis Elektromobilität, ein Zusammenschluss von deutschen Unternehmen der Schlüsselbranchen Automobil, Batterien, Halbleiterkomponenten, Elektrotechnik und Materialien für den Leichtbau legte im Februar 2011 eine Roadmap vor, die die Schwerpunkte von Forschung und Entwicklung benennt.
Die technischen Normen für die Elektromobilität werden in den Arbeitsgruppen der DKE/VDE zusammengefasst, die in der Übersicht der Standardisierung und Normung weite Bereiche von der Fahrzeugtechnik über Ladestationen bis zu Intelligenten Stromnetzen abdeckt.
Am 16. Mai 2011 veröffentlichte die Nationale Plattform Elektromobilität ihren zweiten Zwischenbericht, woraufhin die Bundesregierung am 18. Mai 2011 ein Nationales Regierungsprogramm Elektromobilität veröffentlichte. Ein nennenswertes Marktwachstum war trotz der politischen Willenserklärung noch nicht zu verzeichnen. Umweltpolitiker forderten daher die Schaffung von Kaufanreizen für Null-Emission-Autos, privilegierte Parkplätze und Öffnung von Busspuren, um die Markteinführung elektrischer Antriebe voranzubringen.
Im Programm Schaufenster Elektromobilität förderte die Bundesregierung von 2013 bis 2015 die Projekte Living Lab BW E-Mobil (Baden-Württemberg), Internationales Schaufenster der Elektromobilität (Berlin/Brandenburg), Unsere Pferdestärken werden elektrisch (Niedersachsen) und Elektromobilität verbindet (Bayern/Sachsen) mit insgesamt 180 Millionen Euro.
Ende April 2016 hat sich die große Koalition (Kabinett Merkel III) auf finanzielle Anreize zum Kauf von Elektrofahrzeugen durch Markteinführungsprämien (Umweltbonus) in Höhe von zunächst 4.000 Euro (bzw. 3.000 Euro für Plug-in-Hybride) für Elektrofahrzeuge mit einem Preis von maximal 60.000 Euro verständigt. Die Gesamtsumme wurde auf 1,2 Milliarden Euro mit maximaler Laufzeit bis 2019 begrenzt. Öffentliche Hand und Hersteller teilen sich die Kosten. Sollte ein Hersteller sich nicht beteiligen, werden dessen Autos nicht gefördert. Auch die Förderung des Ausbaus der Ladeinfrastruktur wurde beschlossen. Der Kabinettsbeschluss folgte im Mai 2016.
Im Mai 2017 hat sich im deutschen Bundestag eine fraktionsübergreifende Gruppe von Abgeordneten zur Förderung der Elektromobilität gegründet.
Zum 17. Dezember 2023 wurden die Förderungen beendet, Grund war das Urteil des Bundesverfassungsgerichtes das Umschlungen aus den Corona-Mitteln zur Förderungen u. a. der eMobilität untersagte.
Die politische Diskussion hat sich weitgehend auf Straßenfahrzeuge konzentriert. Die Allianz pro Schiene beklagte 2010, dass die vorhandenen und technisch ausgereiften elektrisch betriebenen Verkehrsmittel für den Schienenverkehr bei der Diskussion unbeachtet bleiben und die Autoindustrie einseitig gefördert werde. Die Deutsche Umwelthilfe nannte dazu im Mai 2012 konkrete Beispiele.

### Elektromobilitätsgesetz und Ladesäulenverordnung

Damit in Deutschland ausländische, elektrisch betriebene Fahrzeuge ohne ausländisches E-Kennzeichen und ohne ausländische E-Plakette dieselben Privilegien wie in Deutschland zugelassene nutzen dürfen, ist diese Plakette am Heck des Fahrzeugs anzubringen.

Union und SPD haben sich 2014 auf die Förderung der Elektromobilität durch nutzerorientierte Anreize ohne Kaufprämien verabredet. Das von der Bundesregierung im September 2014 auf den Weg gebrachte Gesetz zur Bevorrechtigung der Verwendung elektrisch betriebener Fahrzeuge, kurz Elektromobilitätsgesetz (EmoG), trat am 12. Juni 2015 in Kraft (BGBl. I S. 901). Es erlaubt den Kommunen Änderungen in der Straßenverkehrsordnung, z. B. Parkplätze an Ladesäulen für Elektrofahrzeuge zu reservieren, kostenlose Parkplätze anzubieten, Ausnahmen von Zufahrtsbeschränkungen anzuordnen und Busspuren für gekennzeichnete Fahrzeuge zu öffnen. Das Gesetz gilt befristet bis 2026. Großstädte lehnen jedoch die Öffnung von Busspuren für Elektroautos ab, weil die Pünktlichkeit und Zuverlässigkeit des öffentlichen Personennahverkehrs beeinträchtigt würde.
Seit dem 17. März 2016 gilt in Deutschland die Verordnung über technische Mindestanforderungen an den sicheren und interoperablen Aufbau und Betrieb von öffentlich zugänglichen Ladepunkten für Elektromobile (Ladesäulenverordnung – LSV). Sie enthält Regelungen für die technische Ausführung (Ladestandards), die Errichtung und den Betrieb von öffentlich zugänglichen Ladesäulen.
Am 25. März 2021 ist das Gebäude-Elektromobilitätsinfrastruktur-Gesetz (GEIG) in Kraft getreten.

### Kosten
Eine Studie berechnete 2010 die Kosten für die Markteinführung von einer Million Elektrofahrzeuge, wie von der Bundesregierung angestrebt. Bis 2020 fallen demnach Mehrkosten zwischen 0,8 und 2,7 Milliarden Euro an – abhängig von der zukünftigen Entwicklung von Ölpreisen und Batteriekosten, so das Forschungsnetzwerk Energie Impuls OWL. Zwischen den Fahrzeugklassen variieren die Mehrkosten deutlich. Laut Studie entscheiden die Akku- und Energiekosten über die Entwicklung der sogenannten Differenzkosten zwischen Elektroautos und Fahrzeugen mit Verbrennungsmotor. Je stärker die Akkukosten sinken und je schneller gleichzeitig die Preise für Erdöl steigen, desto geringer fallen die Mehrkosten für Elektrofahrzeuge aus. Sinkt der Akkupreis bis zum Jahr 2020 auf 120 Euro je Kilowattstunde Speicherkapazität (tatsächlich liegt der Preis Anfang 2014 bei 300 Euro/kWh, s. Preisentwicklung von Akkus) und steigt die Erdölnotierung gleichzeitig auf 200 US-Dollar je Barrel Rohöl, rentieren sich alle elektrischen Fahrzeugklassen. Die Aufwendungen für den Akku werden selbst bei steigenden Strompreisen durch Einsparungen an der Zapfsäule ausgeglichen. In diesem günstigsten Szenario beschränken sich die Mehrkosten der ersten Million Elektrofahrzeuge auf 0,8 Milliarden Euro. Wird die E-Fahrzeugflotte ausschließlich mit Strom aus erneuerbaren Energien betrieben, rechnen die Forscher mit 2,1 Millionen Tonnen weniger Treibhausgasen im Jahr 2020. In einer Studie von 2011 stellte das Beratungsunternehmen McKinsey grafisch dar, welcher Fahrzeugtyp bei welchem Benzinpreis bzw. Akkupreis jeweils am wirtschaftlichsten ist. Demnach wäre bei einem Kraftstoffpreis von über 1 USD pro Liter und einem Akkupreis unter 300 USD pro kWh das batterieelektrische Auto am wirtschaftlichsten. Tatsächlich lag bereits Ende 2013 der Kraftstoffpreis in vielen Ländern über 1 USD pro Liter und der Akkupreis unterhalb von 200 USD pro kWh.

### Kritik
Ca. 30 % Prozent des weltweit gewonnenen Lithiums werden unter hoher Verwendung von Grundwasser in Chile gewonnen, was gerade in trockenen Gegenden das Austrocknen der Landschaft fördert und Lebensgrundlage der indigenen Bevölkerung belastet bzw. zerstört. Allerdings beruhen diese Berichte auf veralteten oder unbelegten Zahlen, eine neue Studie kommt zu einem deutlich umweltfreundlicheren Ergebnis.
Für das Lithium eines 64-kWh-Akkus werden nach den gängigen Berechnungsmethoden 3840 Liter Wasser verdunstet, was dem Wasserverbrauch bei der Produktion von 250 Gramm Rindfleisch, zehn Avocados, 30 Tassen Kaffee oder einer halben Jeans entspricht. Zudem wird nur knapp ein Drittel (37 %) des Lithiums weltweit für wiederaufladbare Batterien eingesetzt, wovon wiederum nur ein Teil für E-Autos eingesetzt wird.
Forscher der TU Dresden plädierten in einer Studie für Kaufprämien für Elektrofahrzeuge. „Förderanreize jedweder Art verkürzen den Zeitraum zwischen erstmaliger Beschäftigung mit dem Thema Elektromobilität und dem Kauf des Fahrzeugs erheblich. […] Kaufprämien würden durch eine Erweiterung der Zielgruppen die Nachfrage deutlich steigern.“
Die Deutsche Umwelthilfe kritisierte 2012 die Förderstrategie der Bundesregierung als „bereits im Ansatz für falsch und kontraproduktiv“. Vor allem große Firmen wie Porsche und BMW würden Fördergelder für fragwürdige Prestigeentwicklungen erhalten, während die innovative mittelständische Industrie bereits Lösungen auf dem Markt anbietet, die nicht gefördert wurden.
Der Bundesverband Erneuerbare Energie begrüßte das 2014 beschlossene Elektromobilitätsgesetz, kritisierte jedoch, dass es keine E-Zweiräder fördere und auch schwere Plug-in-Hybride privilegiere.
Umweltverbände wie der BUND kritisieren, dass Elektrofahrzeuge nur dann ökologisch sinnvoll seien, wenn der Strom dafür aus erneuerbaren Energien stammt und sie eingebettet sind in eine Gesamtstrategie, in der auch öffentlicher Nahverkehr und Verkehrsreduktion vorgesehen sind.
In der Entwicklungshilfe tätige Verbände wie Brot für die Welt weisen darauf hin, dass die Gewinnung von Lithium für die Herstellung der Batterien von Elektrofahrzeugen in Entwicklungsländern zu erheblichen ökologischen Schäden führt. Experten kritisieren diesbezüglich auch den Mangel an Studien, die sich mit den ökologischen Folgen des Lithium-Abbaus befassen.
Laut einer Studie des Fraunhofer-Instituts für Arbeitswirtschaft und Organisation aus dem Jahr 2018, die im Auftrag von IG Metall und unter Mitarbeit von Automobilkonzernen erstellt wurde, soll der Wandel vom Verbrennungsmotor zur Elektromobilität in Deutschland bis 2030 zum Abbau von bis zu 111.000 Jobs in der Autobranche führen. Die Arbeitsstellen, die durch die Elektromobilität neu entstehen, wurden mit diesem Wert bereits verrechnet. Eine Modellrechnung im Auftrag des Umweltverbands BUND geht davon aus, dass in den nächsten zehn Jahren in der Autoindustrie 360.000 Jobs (von insgesamt 800.000) und somit fast dreimal so viele Arbeitsplätze wie davor vom Fraunhofer-Institut IAO prognostiziert, wegfallen könnten. Der Unterschied ergibt sich daraus, dass in der BUND-Modellierung zusätzlich der Verlust von 160.000 Stellen durch die geringere Anzahl an benötigten Teilen bei der Elektroauto-Produktion sowie 50.000 Arbeitsplätze durch den Umstieg auf öffentliche Verkehrsmittel berücksichtigt wurden. Gleichzeitig fordern die Studienautoren nicht den technischen Wandel aufzuhalten, sondern bessere Vorbereitungen u. a. durch die Politik.
Im Gegensatz zu größeren Automobilen sind Leichtelektromobile (unter anderem der Klasse L7e) trotz ihrer höheren Umweltfreundlichkeit derzeit von der Umweltprämie ausgenommen, was von Mitgliedern der Grünen kritisiert wurde.
Ein Bericht der Nationalen Plattform Zukunft der Mobilität (NPM) für die Bundesregierung von Januar 2020 warnt vor dem Verlust von bis zu 410.000 Arbeitsplätzen bis zum Ende des Jahrzehnts, davon 88.000 Stellen in der Produktion und Motoren und Getrieben. Der Verband der Automobilindustrie kritisierte die Studie und wies darauf hin, hinter diesen Zahlen stehe die Annahme, dass in Deutschland weiterhin kaum E-Autos und Batteriezellen hergestellt würden und die verkauften E-Autos größtenteils importiert werden. Dies sei ein „unrealistische[s] Extremszenario“, da die Hersteller die Produktpalette an E-Autos derzeit stark erweiterten. Die Studie wurde von IG-Metall-Chef Jörg Hofmann geleitet und fordert Automobilhersteller zu strategischer Personalplanung und dem Errichten von neuen Qualifizierungszentren auf.

### Pkw
Automobilhersteller wie Audi haben seit 1997 Plug-in-Hybrid-Pkw im Angebot (z. B. den Audi A4 B5). Von den deutschen Großserienherstellern hatten bis 2016 Ford, BMW, Volkswagen und Daimler mindestens ein Elektroautomodell im Verkaufsprogramm. Im Januar 2017 brachte Opel den auf dem Chevrolet Bolt basierenden fünfsitzigen Opel Ampera-e mit 520 km Reichweite nach NEFZ bzw. 383 km nach EPA auf den Markt. Smart folgte im März 2017 mit dem Smart Forfour ED. Daimler stellte die Produktion des vollelektrischen B 250e bereits im 3. Quartal 2017 wieder ein.
Hyundai, seit 2016 mit dem Ioniq Elektro Anbieter eines vollelektrischen Autos, brachte 2018 den Kona Elektro mit Reichweiten bis zu 484 km (WLTP) auf den Markt. Zusammen mit Tesla und Nissan, die 2019 mit ihren neuen Modellen Tesla 3 und Leaf mit gesteigerten Reichweiten von 400 bis 500 km bei Preisen, die ihren Fahrzeugklassen entsprachen, wurde der Entwicklung nochmals ein deutlicher Schub verliehen. Renault, zu dieser Zeit bei den Elektroautos der Marktführer in Europa, reagierte mit Varianten größerer Reichweite
und neuem Elektromotor zu seinen Modellen Zoe und Kangoo Z.E. Aber auch Volkswagen, der europäische Marktführer bei den konventionellen Verbrennern, brachte basierend auf dem I.D. bis 2020 den fünfsitzigen VW ID.3 mit einer Reichweite bis zu 553 Kilometern auf den Markt. BMW brachte zusätzlich zu seinem i3 2019 den elektrischen Mini, einen elektrifizierten X3 im Jahr 2021 den i4. Ab März 2019 lieferte Audi den Elektro-SUV e-tron aus, 2019 folgte Daimler mit dem Modell Mercedes EQC.
Markteinführungen von Elektro-Pkw von Großserienherstellern in Deutschland:

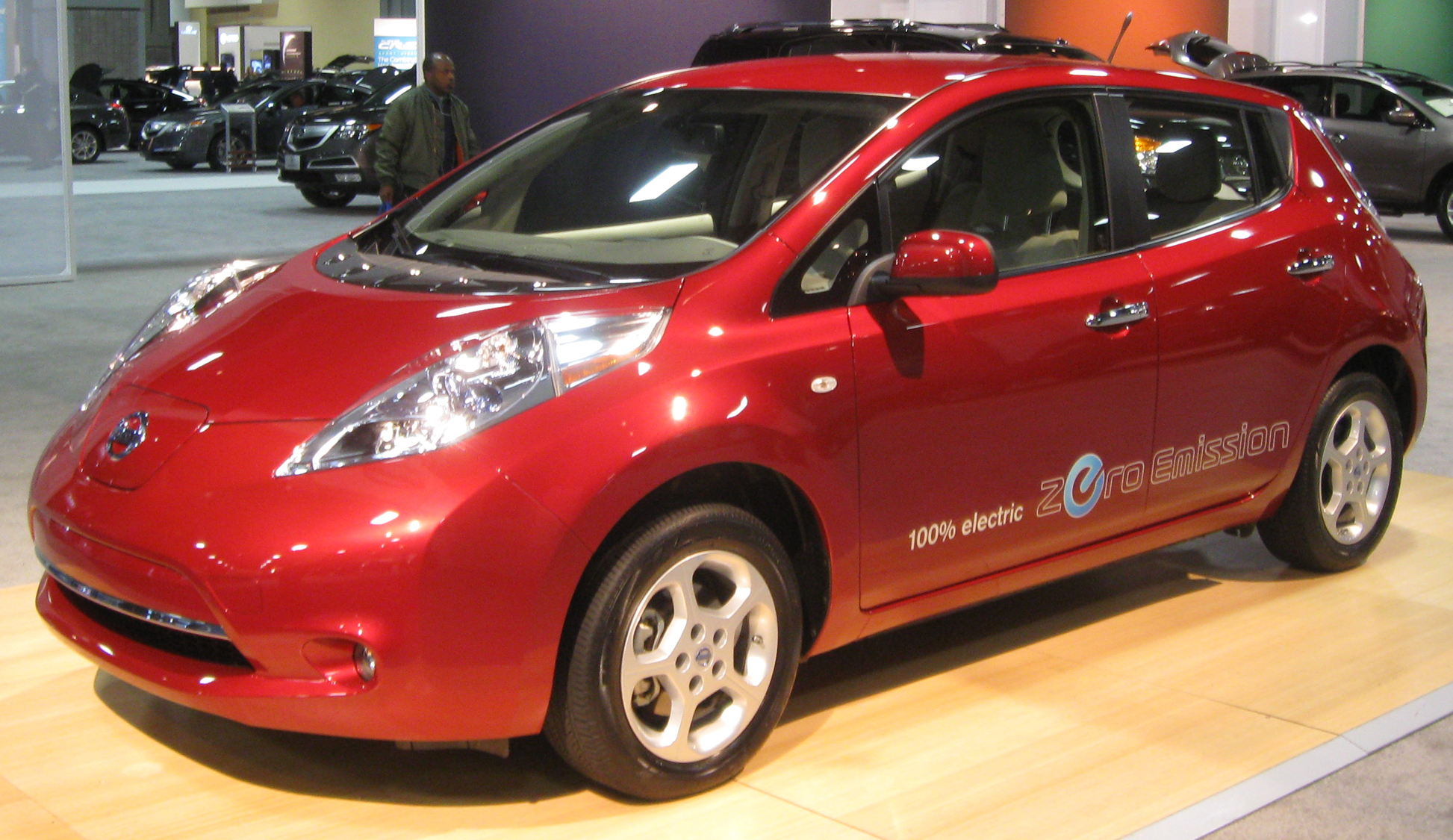
Nissan Leaf ZE0 (seit Mai 2011)
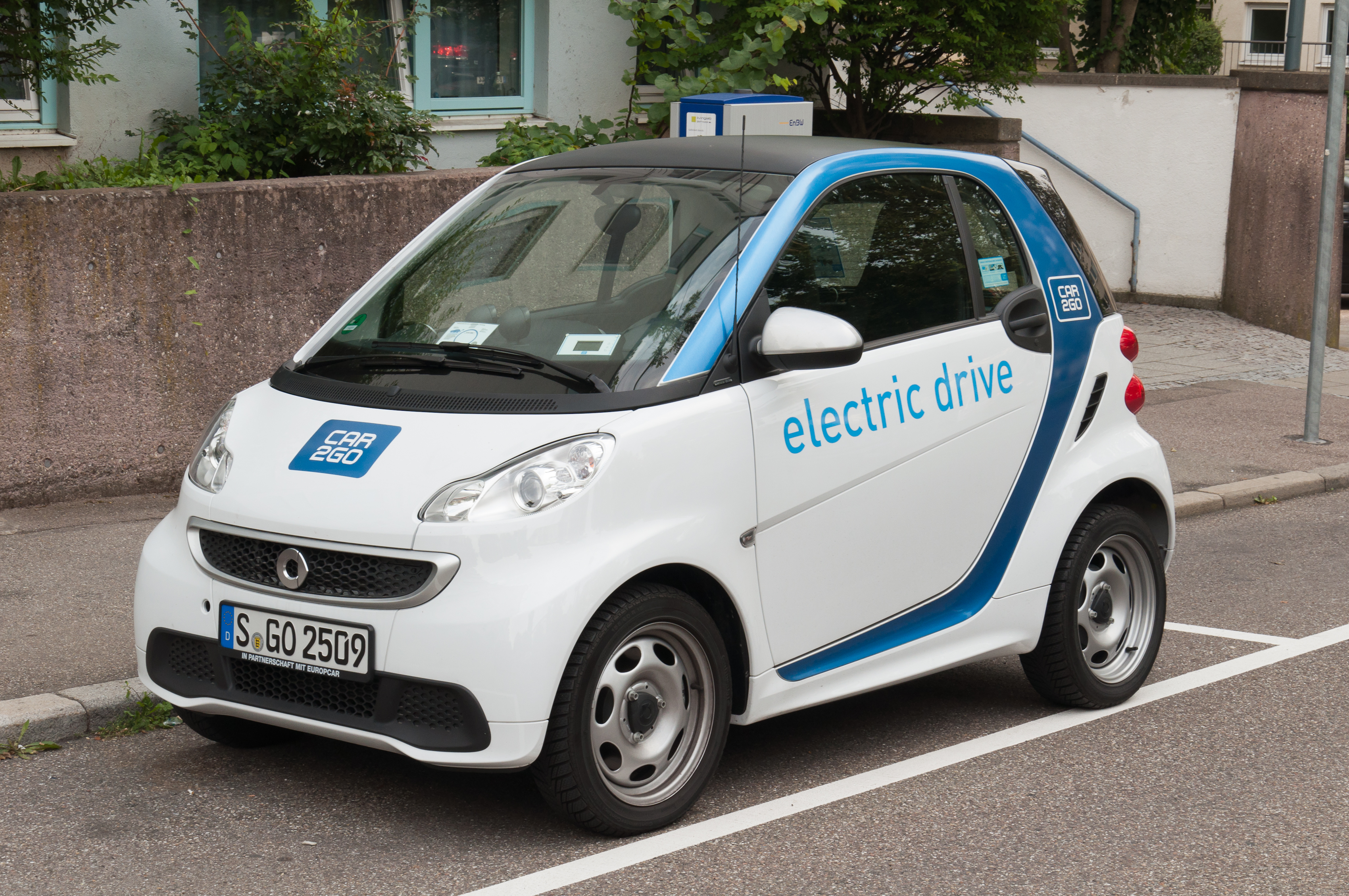
Smart ED 3 (seit August 2012)
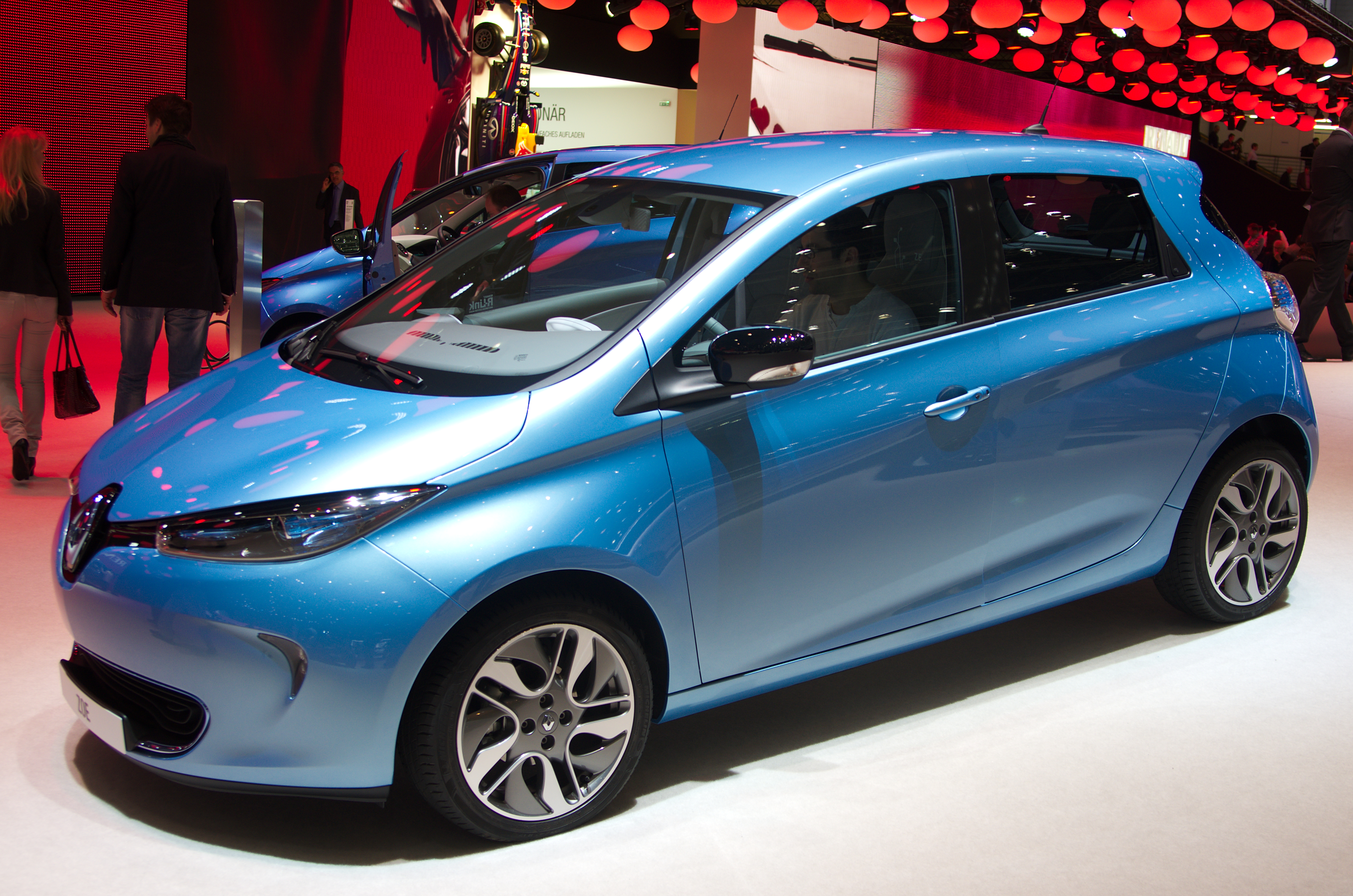
Renault Zoe (seit März 2013)
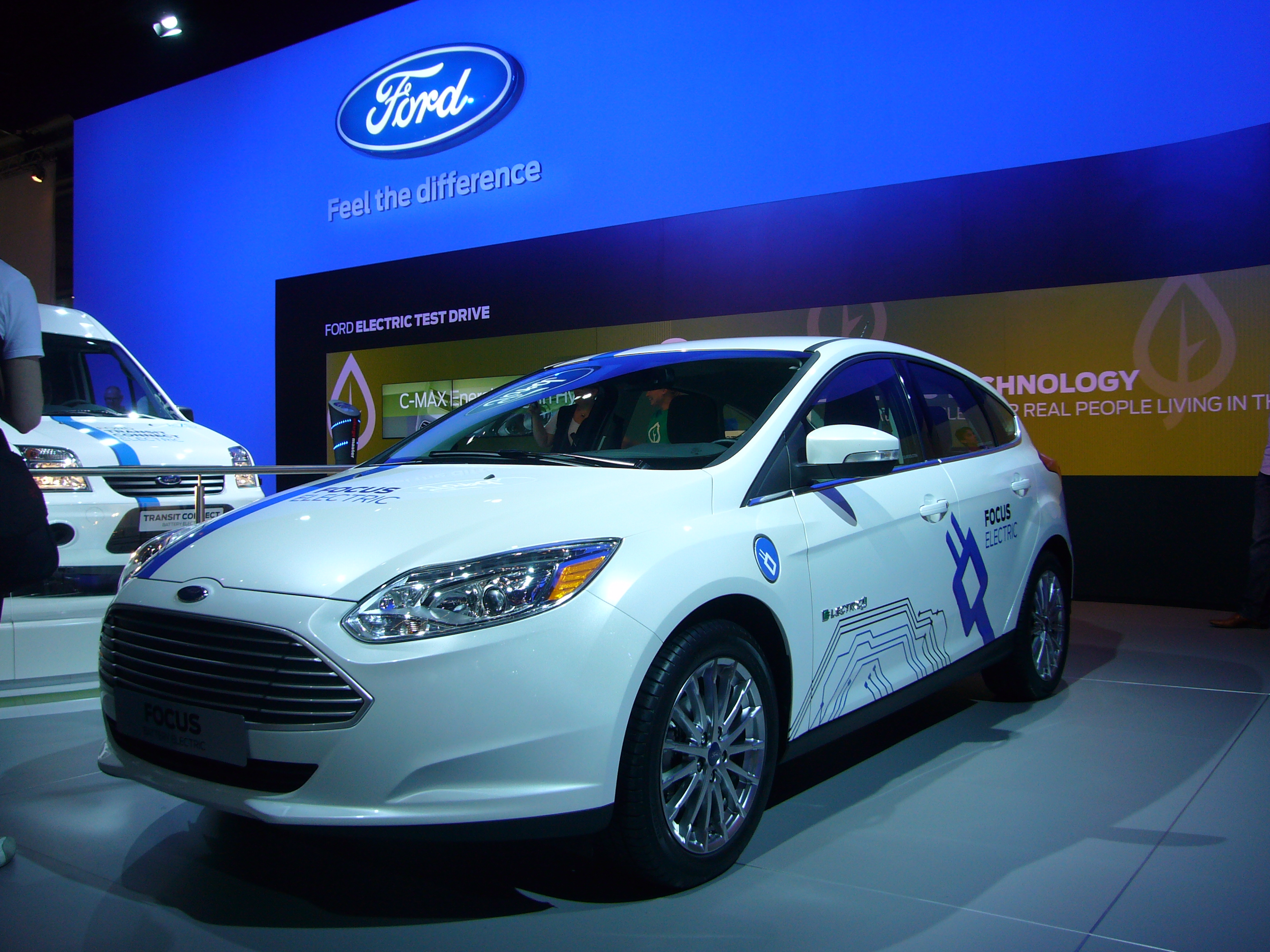
Ford Focus Electric (seit Juli 2013)
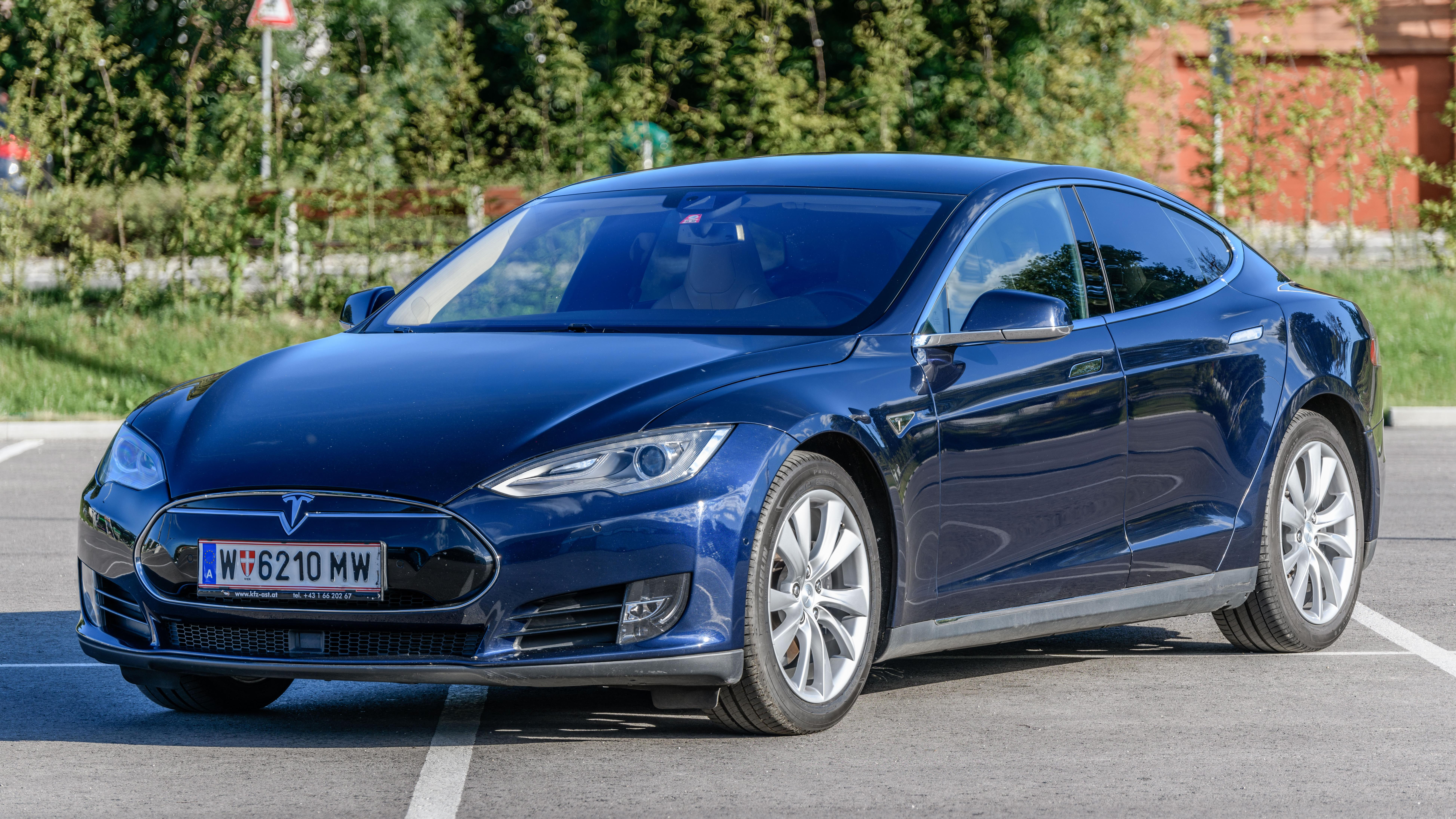
Tesla Model S (seit August 2013)
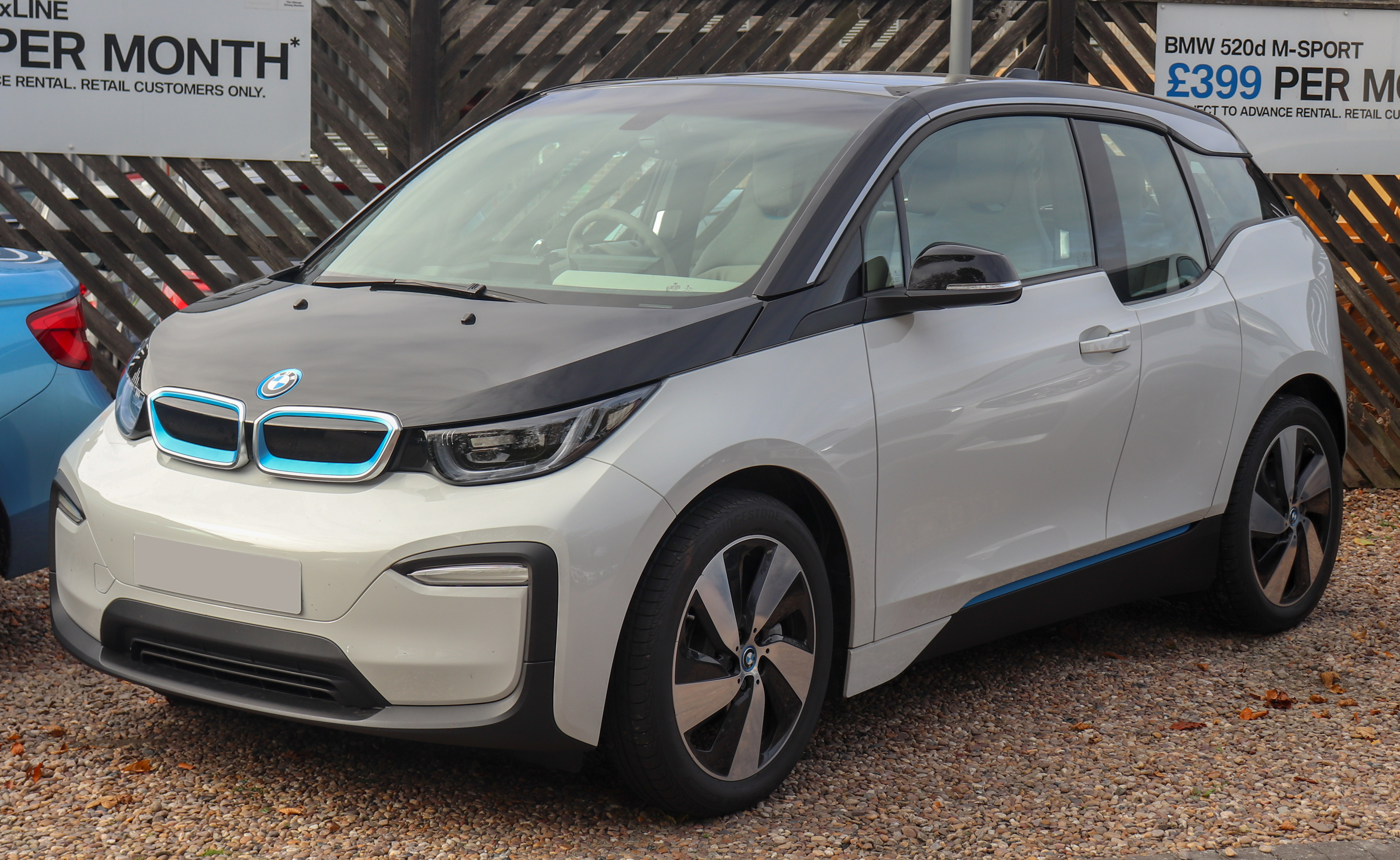
BMW i3 (seit November 2013)
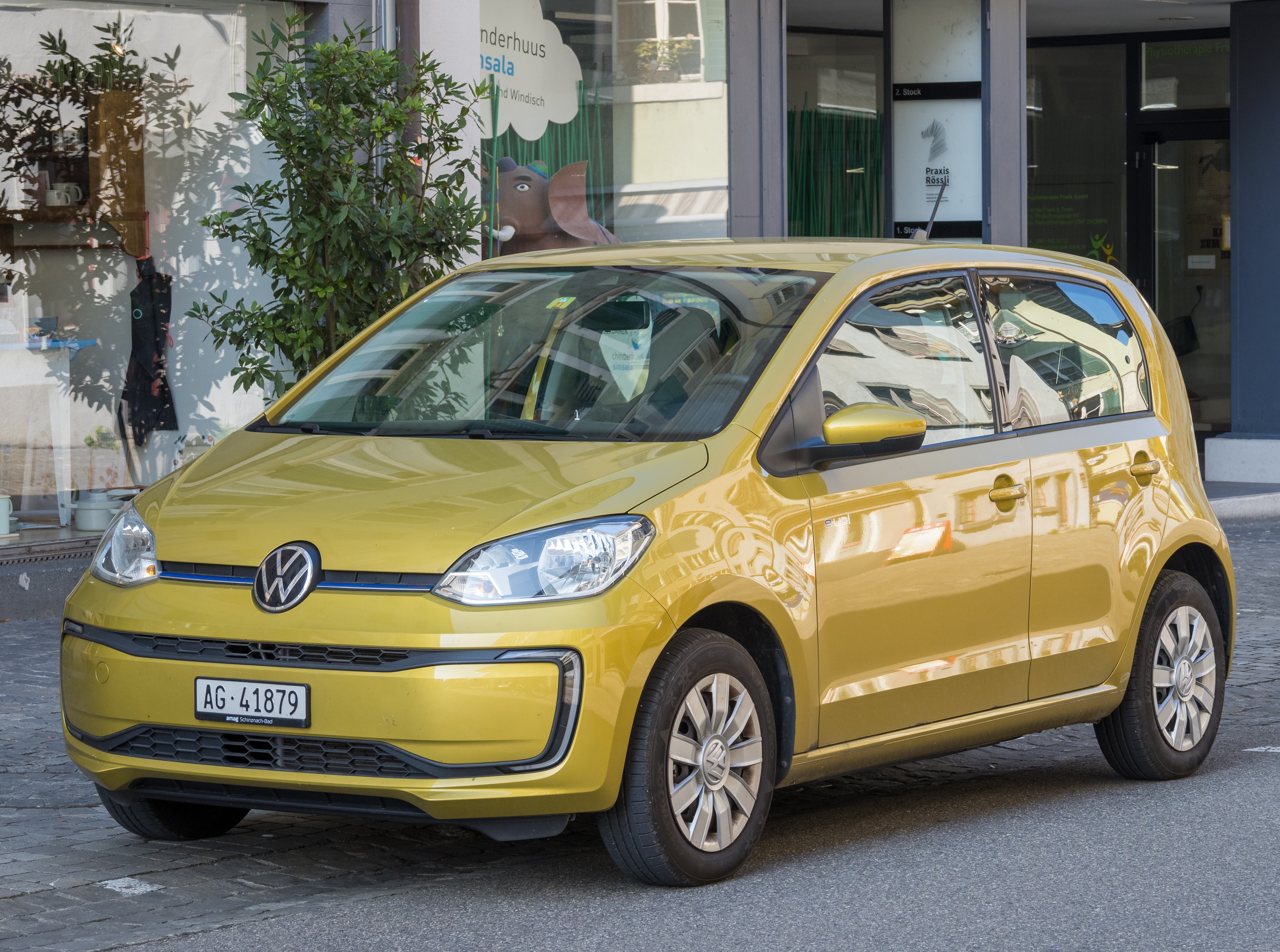
VW e-up! (seit November 2013)
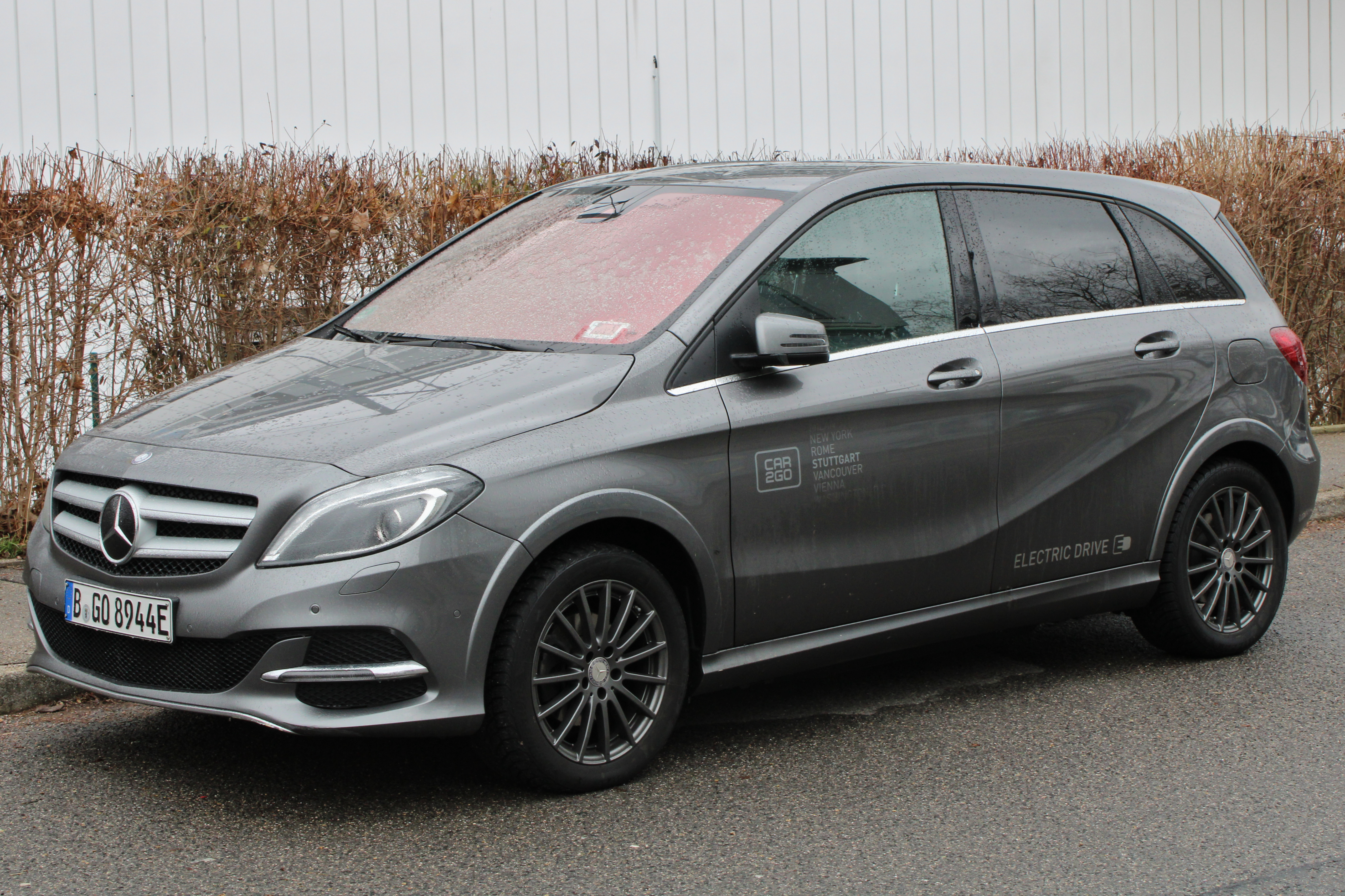
Mercedes B 250e (seit November 2014)
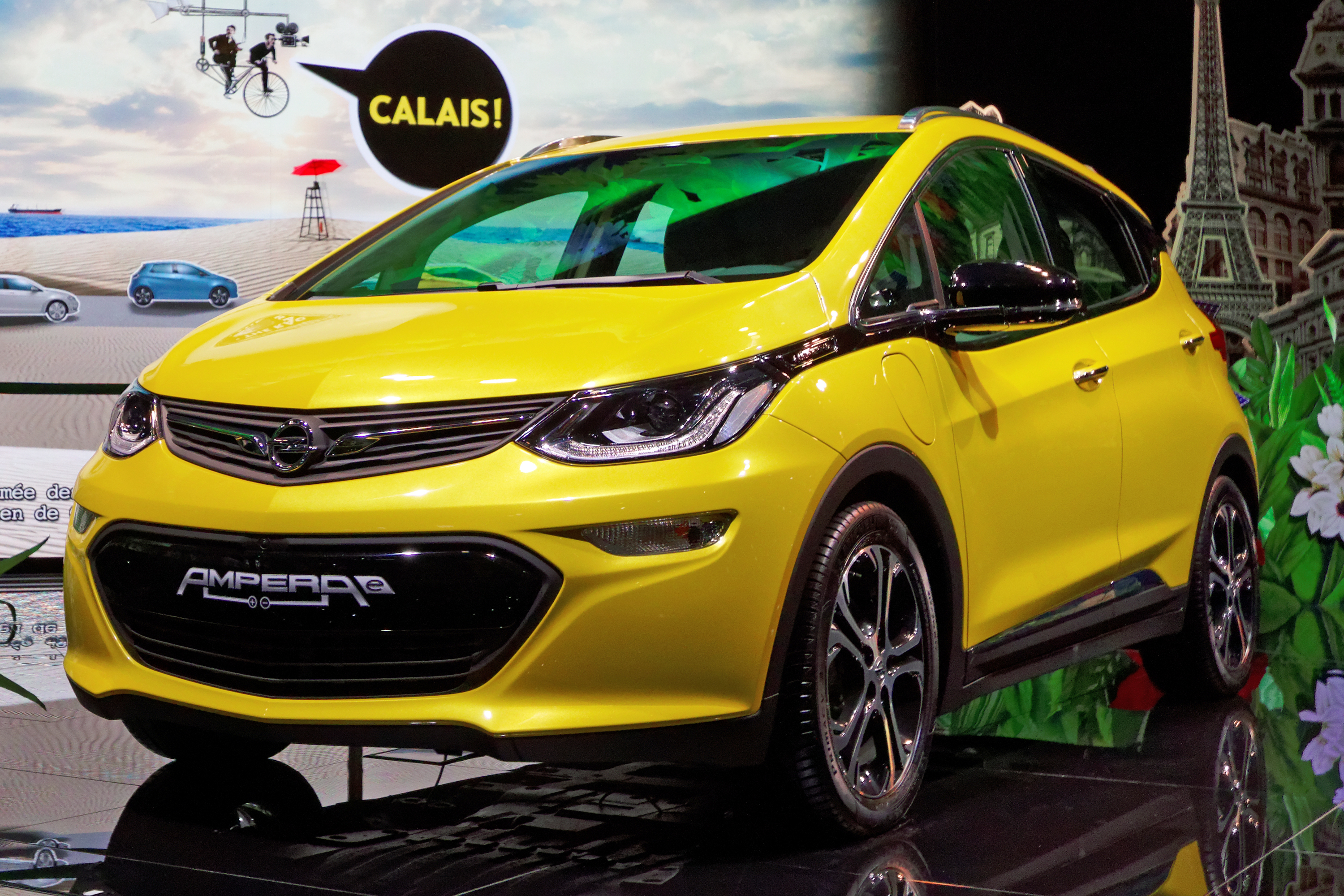
Opel Ampera-e (seit Januar 2017)
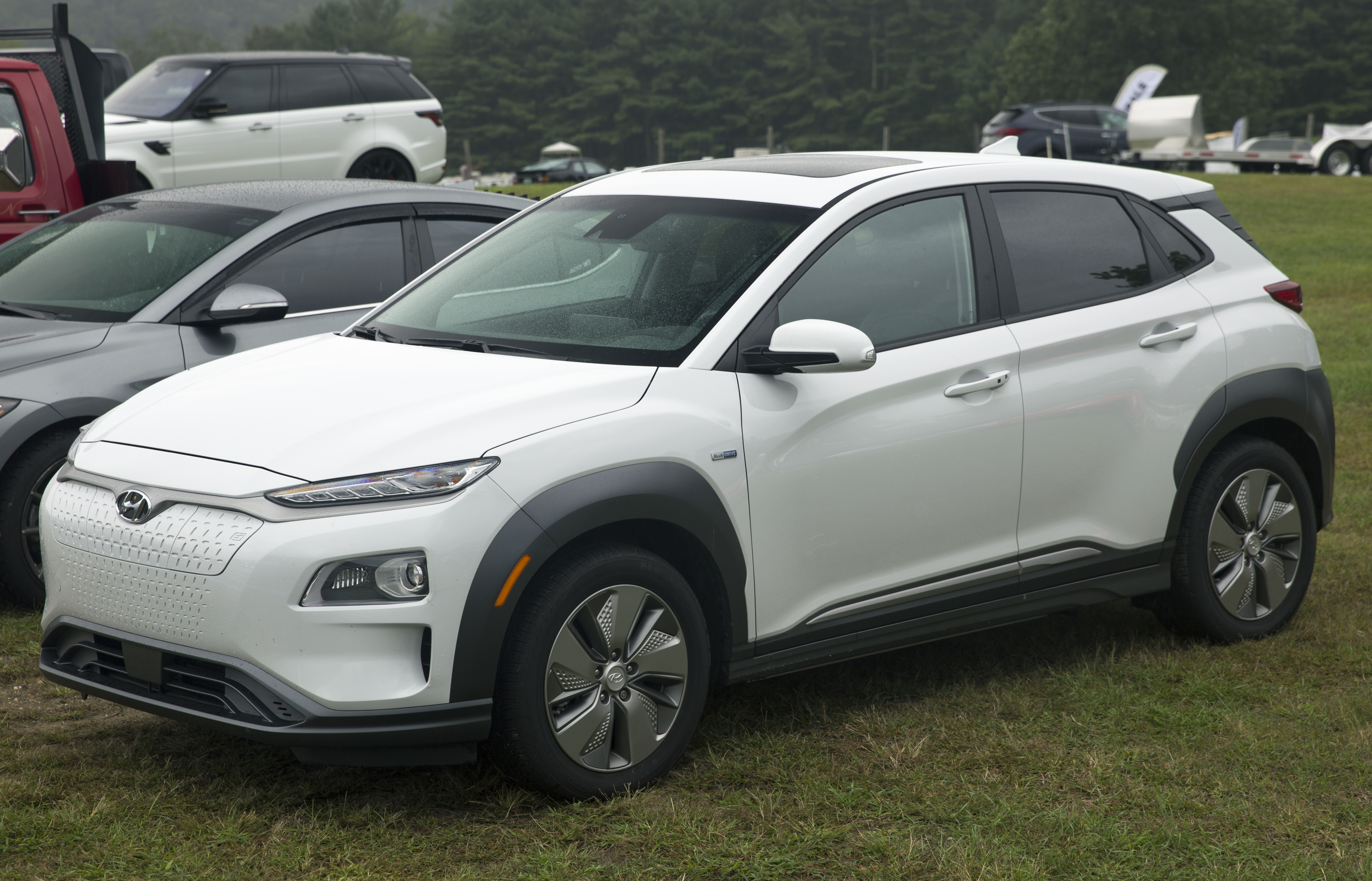
Hyundai Kona Elektro (seit September 2018)
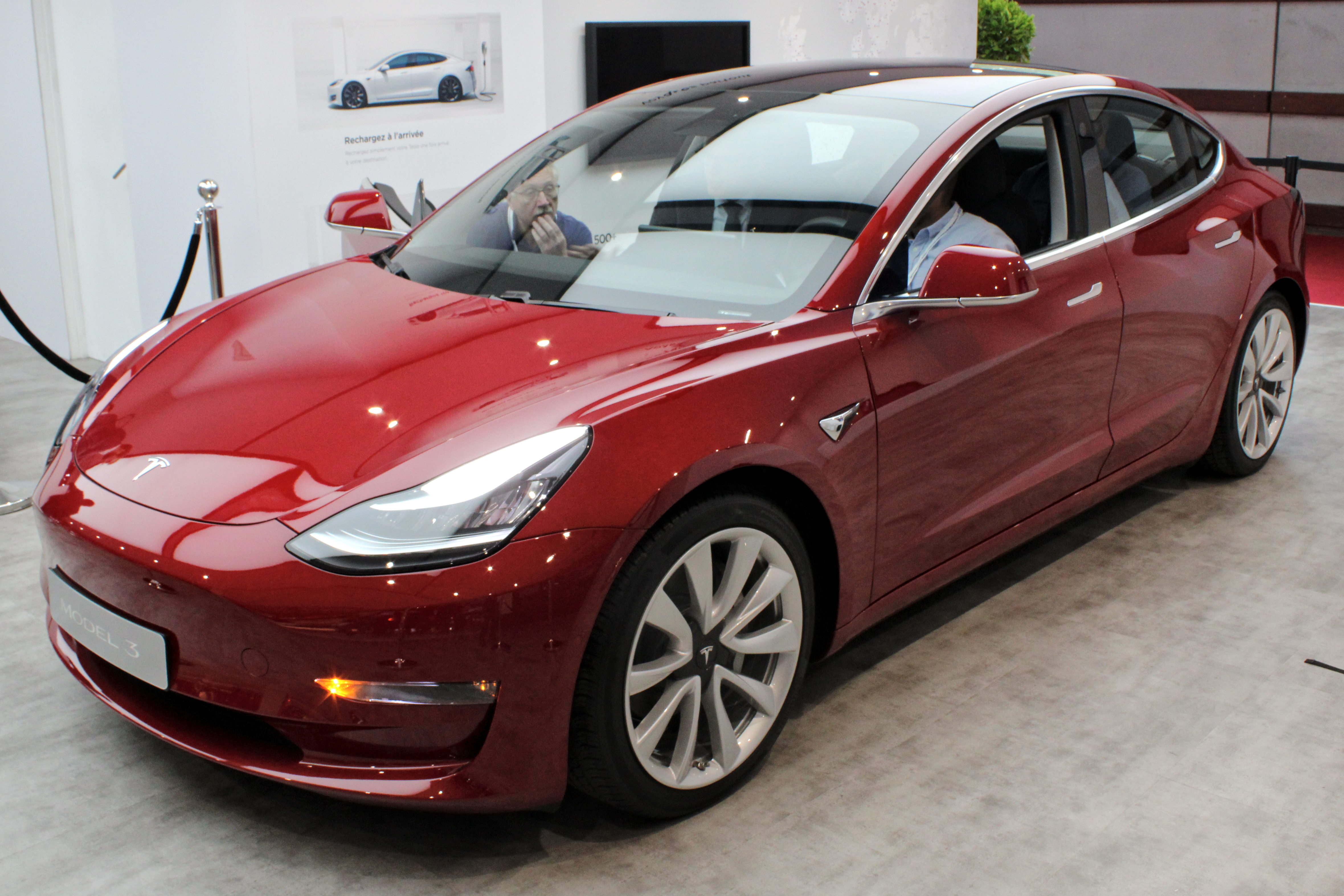
Tesla Model 3 (seit Februar 2019)
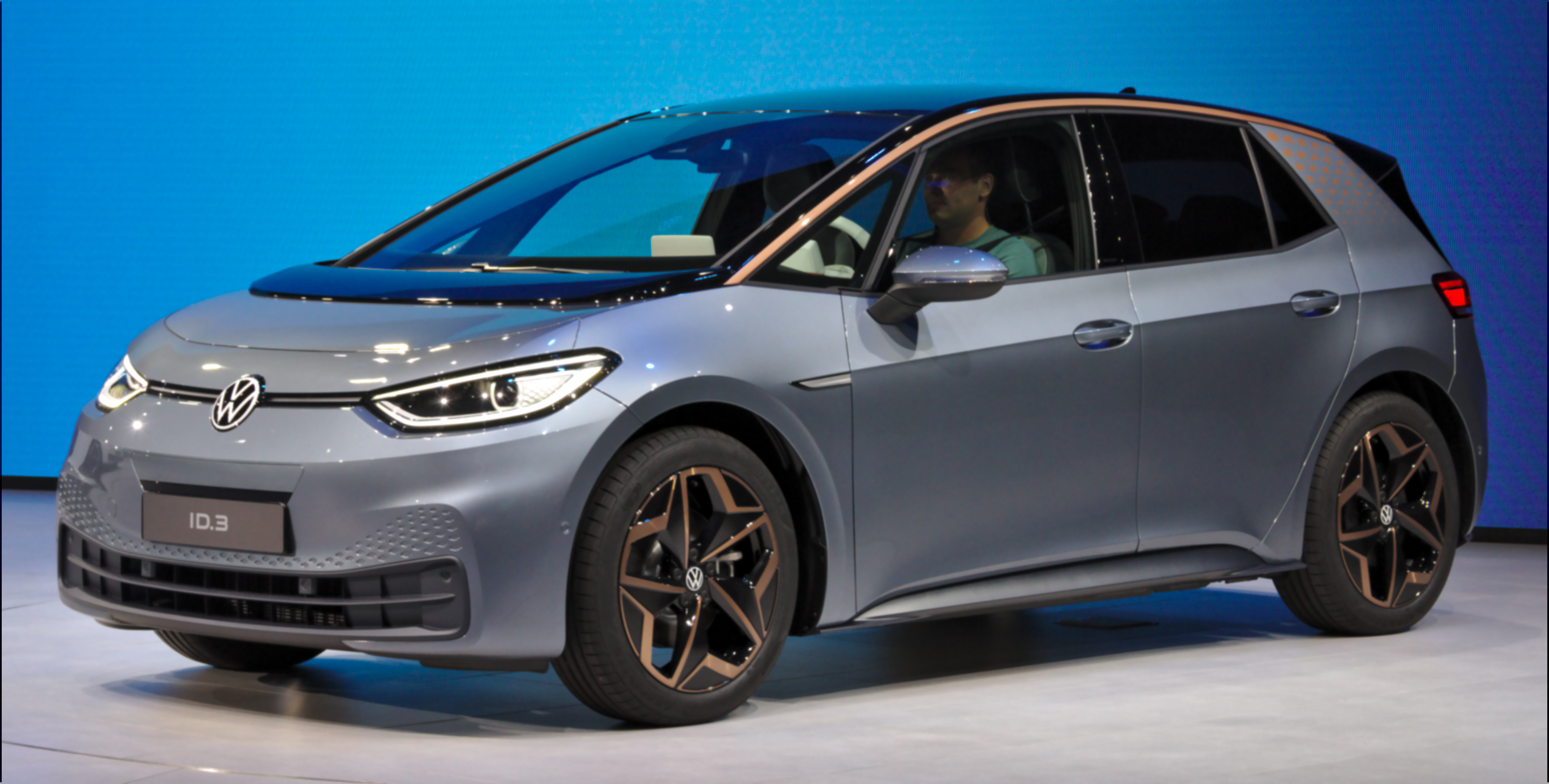
VW ID.3 (seit September 2020)
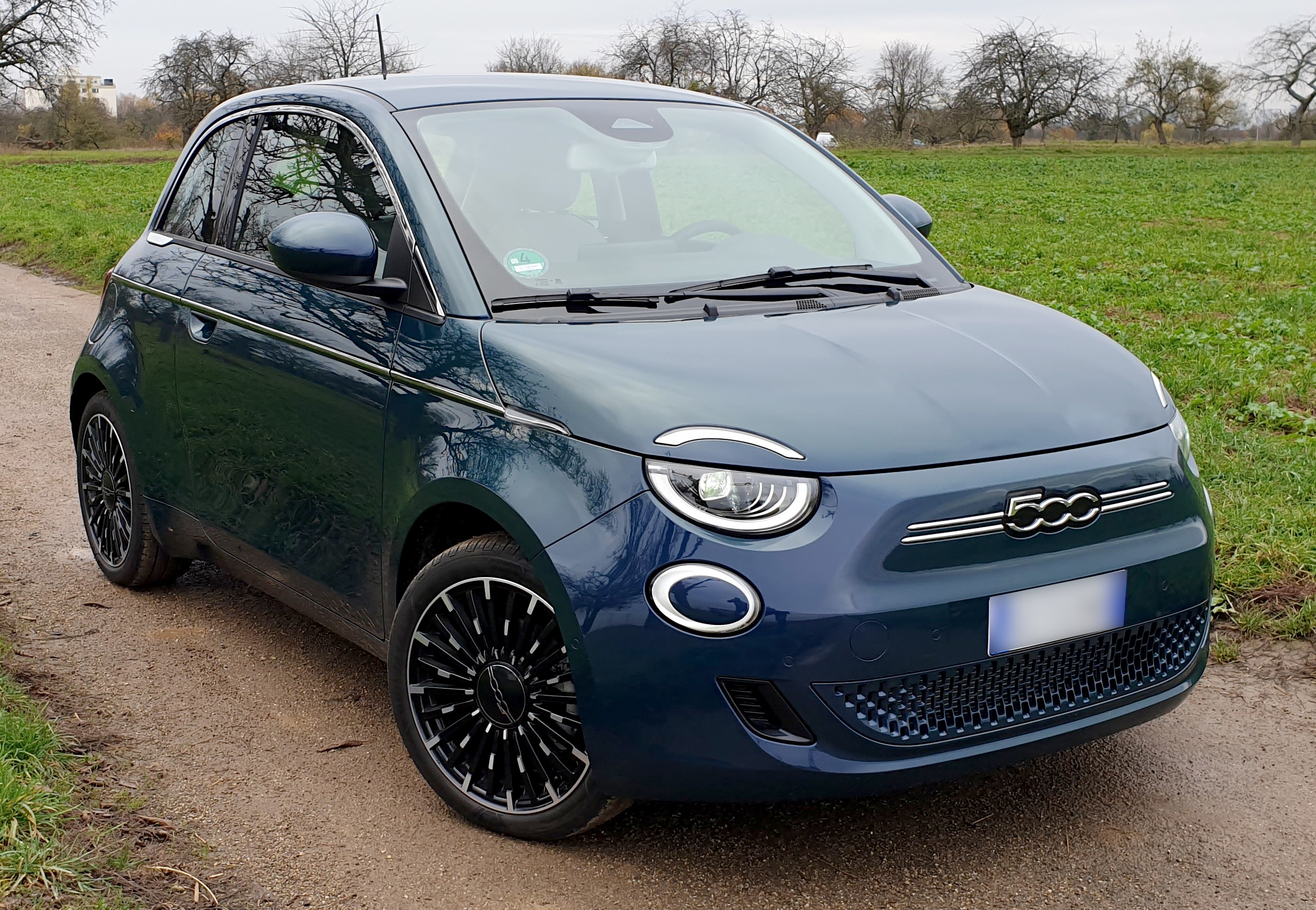
Fiat 500 (seit November 2020)

Der Anteil von Elektro-Personenkraftwagen an den Neuzulassungen lag im Jahr 2015 unter 0,50 Prozent und Pkw, die ausschließlich elektrisch angetrieben werden, hatten im Januar 2017 einen Anteil von 0,07 Prozent am Gesamtbestand.
Die hohe Zahl der Außerbetriebsetzungen liegt nicht an Defekten oder Unfällen, sondern an Exporten von jungen Gebrauchtwagen. Nach Ablauf der Mindesthaltefrist von 6 Monaten wurde mit Umweltbonus geförderte E-Autos, meist Tesla Model 3, vor allem nach Dänemark exportiert.
Zur Marktentwicklung und Statistiken siehe Marktentwicklung von Elektroautos nach Ländern.

### Nutzfahrzeuge
Auch bei den Kleintransportern begann 2016 die Serienfertigung. Im April 2016 gab die Post bekannt, mit der Serienfertigung des Streetscooter Work zu beginnen, bis zum Jahresende sollten die ersten 2.000 Fahrzeuge hergestellt werden; bis August 2016 waren 1.000 Fahrzeuge produziert. Langfristig soll die gesamte Flotte von ca. 70.000 Fahrzeugen durch Elektroautos ersetzt und möglicherweise auch Fahrzeuge für weitere Kunden hergestellt werden. Ab 2017 sollten jährlich ca. 10.000 Fahrzeuge produziert werden.
Im Jahr 2017 wurde die Palette erweitert um den Streetscooter Work L und den Streetscooter Work XL. 2016 wurden dann 1.669 und 2017 3.863 der Streetscooter produziert.
Schon Mitte des Jahres 2018 geht Volvo mit seinem Volvo FL electric in Serie.
Daimler plant für 2019 mit dem Beginn einer Großserienproduktion des Fuso eCanter und damit den Einstieg mit Elektro-Lkw in den innerstädtischen Verteilerverkehr. Ab 2021 geht MAN mit einem Elektro-Transporter bis 3,5 Tonnen und einem eTruck in die Serienproduktion von Elektrolastkraftwagen für den Verteilerverkehr. Stand 2023 gibt es dazu MAN eTGE und eTGM.
Auch im Bereich der Leichtelektromobile sind in den letzten Jahren elektrische Nutzfahrzeuge von Herstellern wie ARI Motors, Goupil oder Tropos Motors Europe auf den Markt gekommen, die mit ihren geringen Ausmaßen besonders im Stadtverkehr eine Alternative zum Warentransport der herkömmlichen Art anbieten.

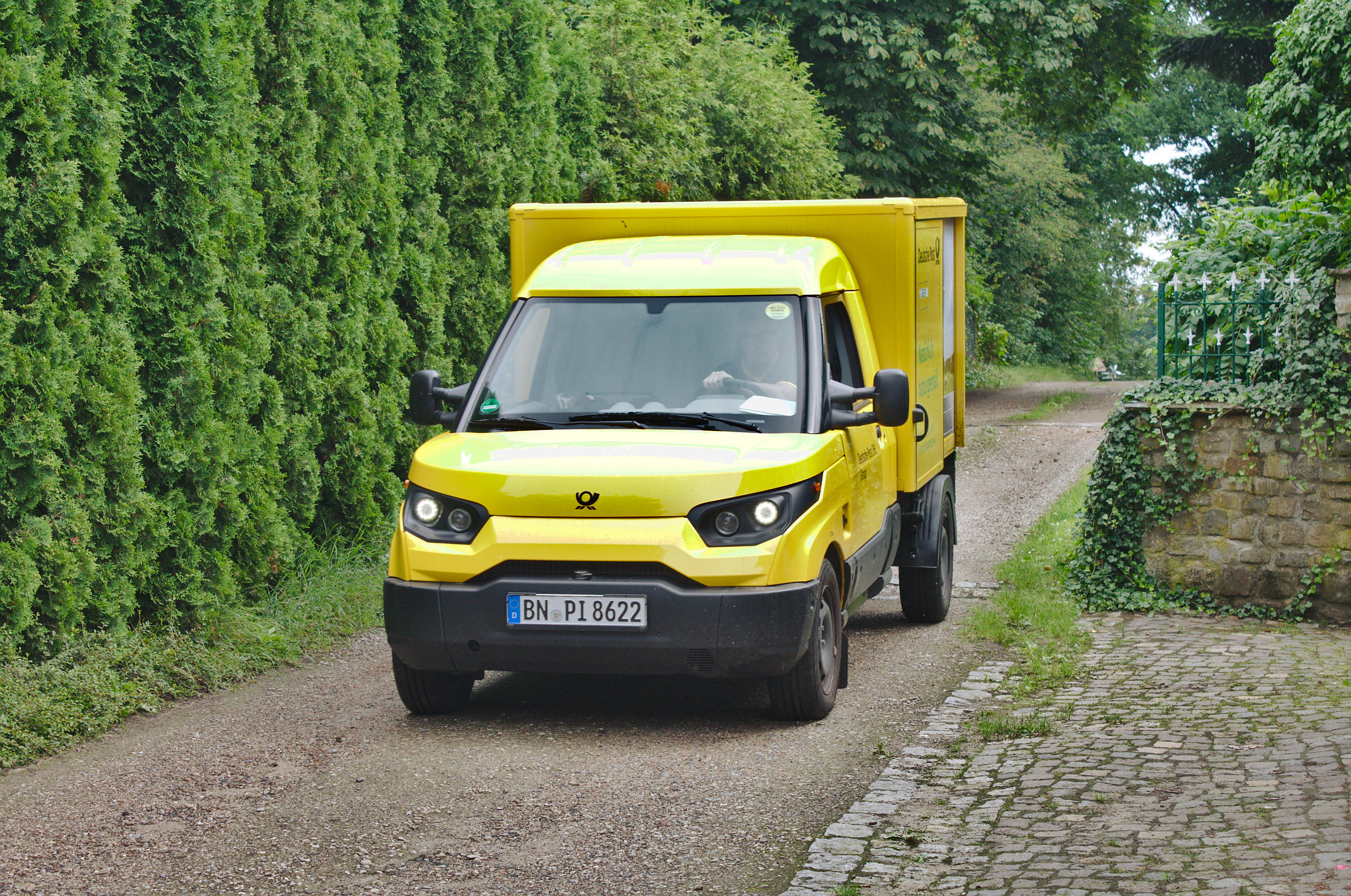
Streetscooter Work
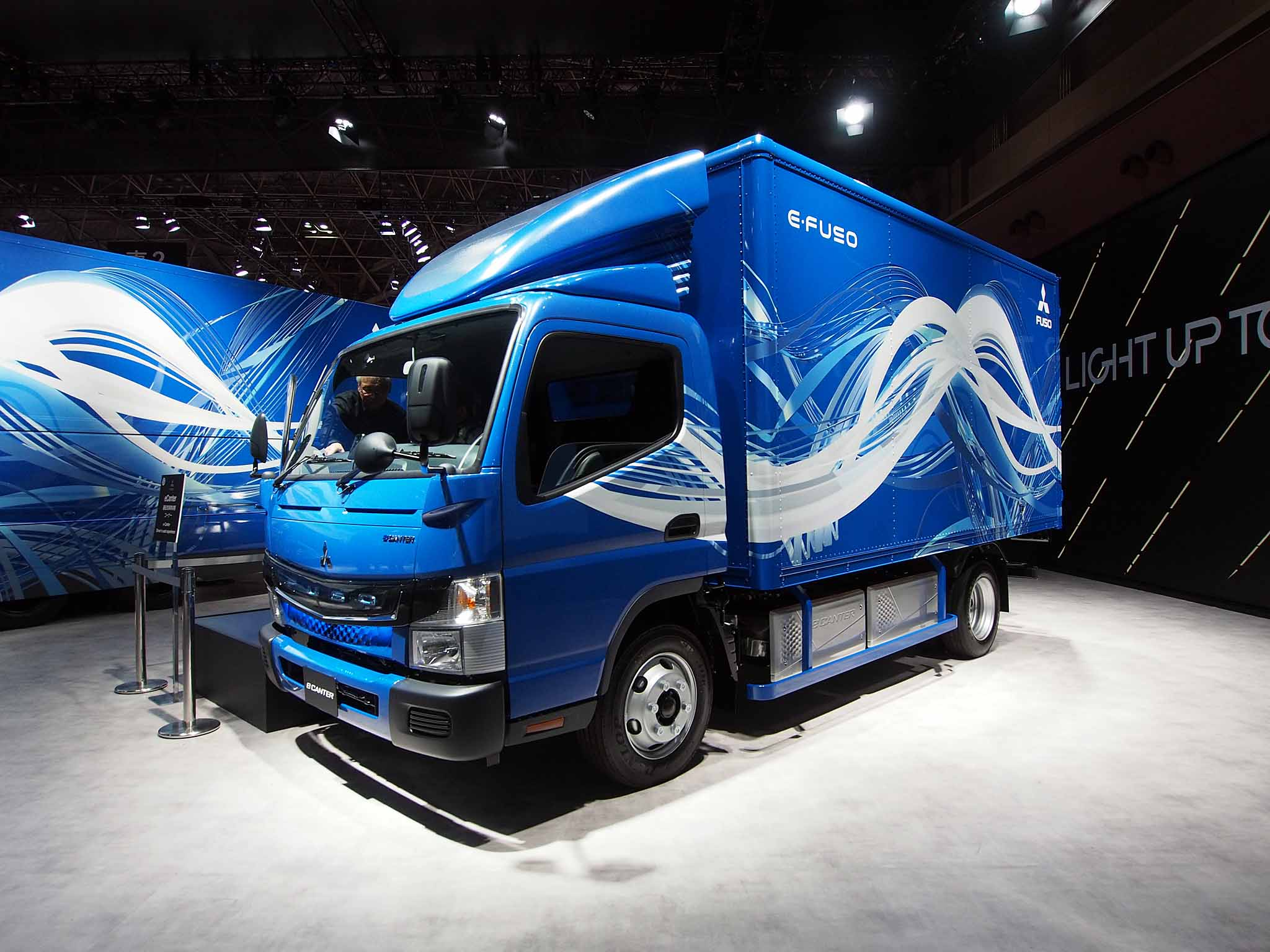
Fuso Ecanter
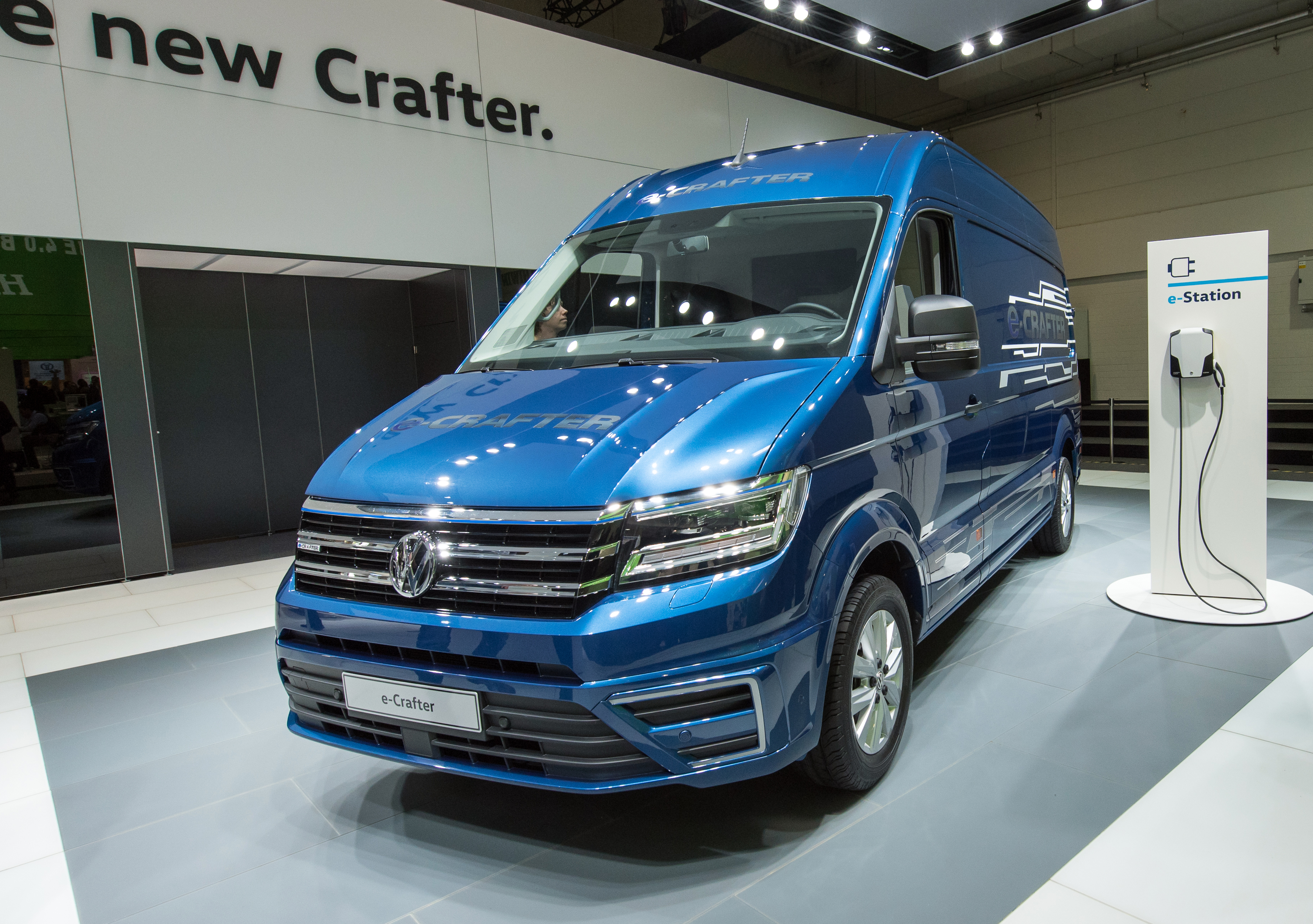
VW e-Crafter
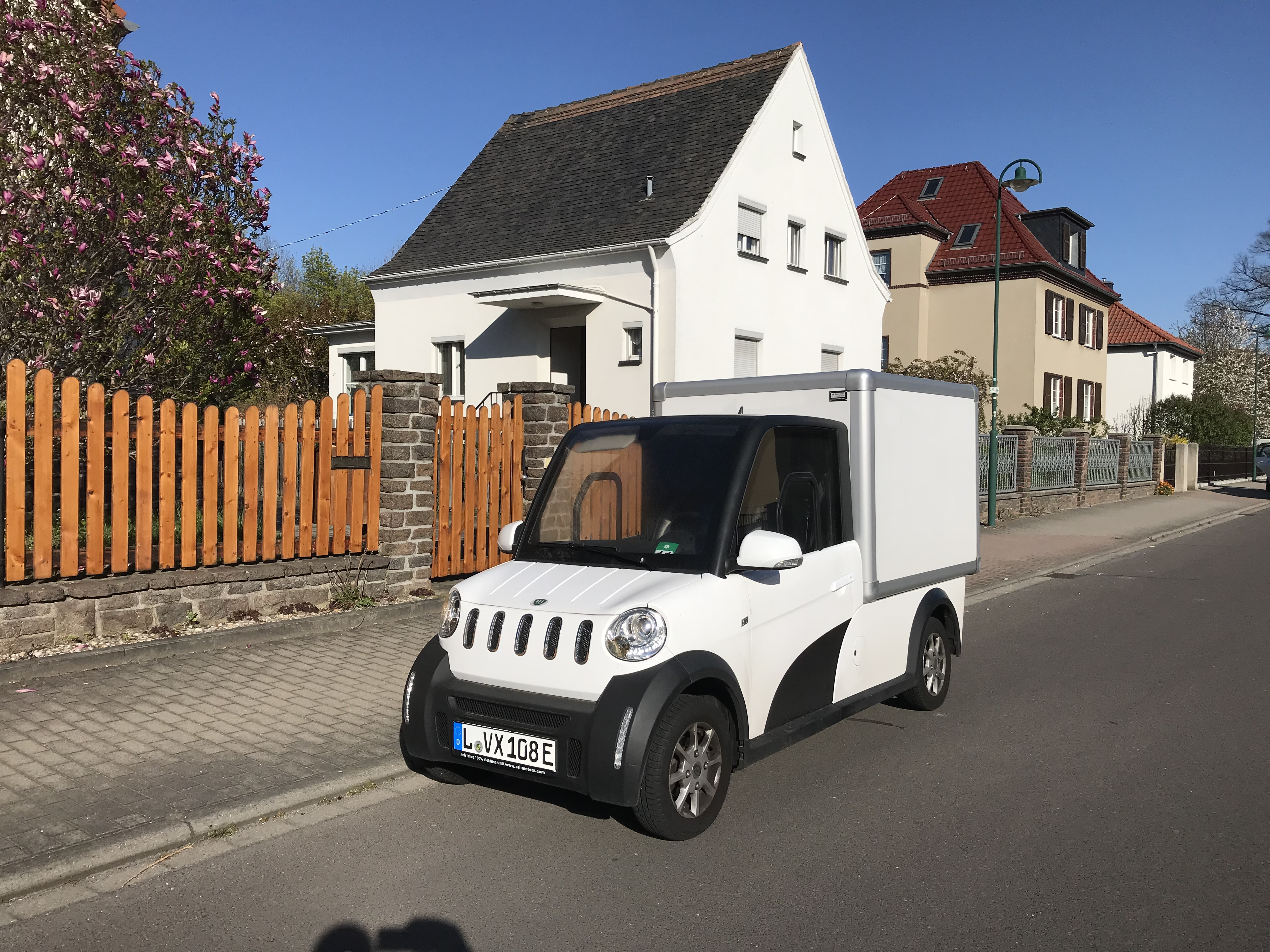
ARI 458 L Koffer

### Ladeinfrastruktur
Das Projekt Light & Charge will für Nutzer ohne direkten Stromzugriff zu Hause auch Anschlüsse an den öffentlich zugänglichen Laternenparkplätzen schaffen. Es gibt in Deutschland mehrere Projekte zum Aufbau öffentlicher Ladenetze entlang der Autobahnen, wie etwa das Schnellladenetz für Achsen und Metropolen kurz SLAM gefördert durch das Bundesministerium für Wirtschaft und Energie oder das Investitionsprogramm des Autobahnraststätten-Betreibers Tank & Rast, das bis auf wenige Ausnahmen alle Autobahnraststätten und deren Tankstellen in Deutschland betreibt und verwaltet, zur Ausstattung von rund 400 Raststätten mit Schnellladestationen, um ab dem Jahr 2018 das größte zusammenhängende Netz von Schnellladesäulen an deutschen Autobahnen anzubieten. Im März 2018 waren 295, ein Jahr später 318 der Raststätten von Tank & Rast mit Schnellladestationen ausgerüstet. Aber auch die Hersteller der Elektroautos wie Nissan und besonders auch Tesla mit seinem firmeneigenen System Tesla Supercharger bauen mit an einem flächendeckenden Schnellladenetz. Hinzu kommt die Entscheidung von ALDI Süd, all diejenigen Filialen, die über eigene Stellplätze verfügen, ein Potenzial von über 1000 Ladestationen im süddeutschen Raum, mit Lademöglichkeiten auszurüsten. Anfang des Jahres 2016 gab es bei über 50 Standorten Schnelllademöglichkeiten, im März 2019 an 87 Standorten, an den autobahnnahen auch mit bis zu 50 kW. Auch in immer mehr kleineren Städten wird die Ladeinfrastruktur verbessert z. B. wie in Calw. Darüber hinaus wurde durch das Bilden von Kooperationen wie z. B. dem Energieversorgungsunternehmen EnBW und der Baumarktkette hagebau die Möglichkeit geschaffen an Schnellladestationen während des Einkaufs das E-Fahrzeug zu laden.
Seit Juni 2020 gibt es in Essen sogenannte Smart Poles in einem Projekt, das sind Straßenlaternen mit einem AC-Ladepunkt Typ 2 bis 22 kW Ladeleistung.
Die Universität Duisburg-Essen erprobt in Mülheim an der Ruhr seit 2021 das induktive Laden von Taxis am Taxistand.

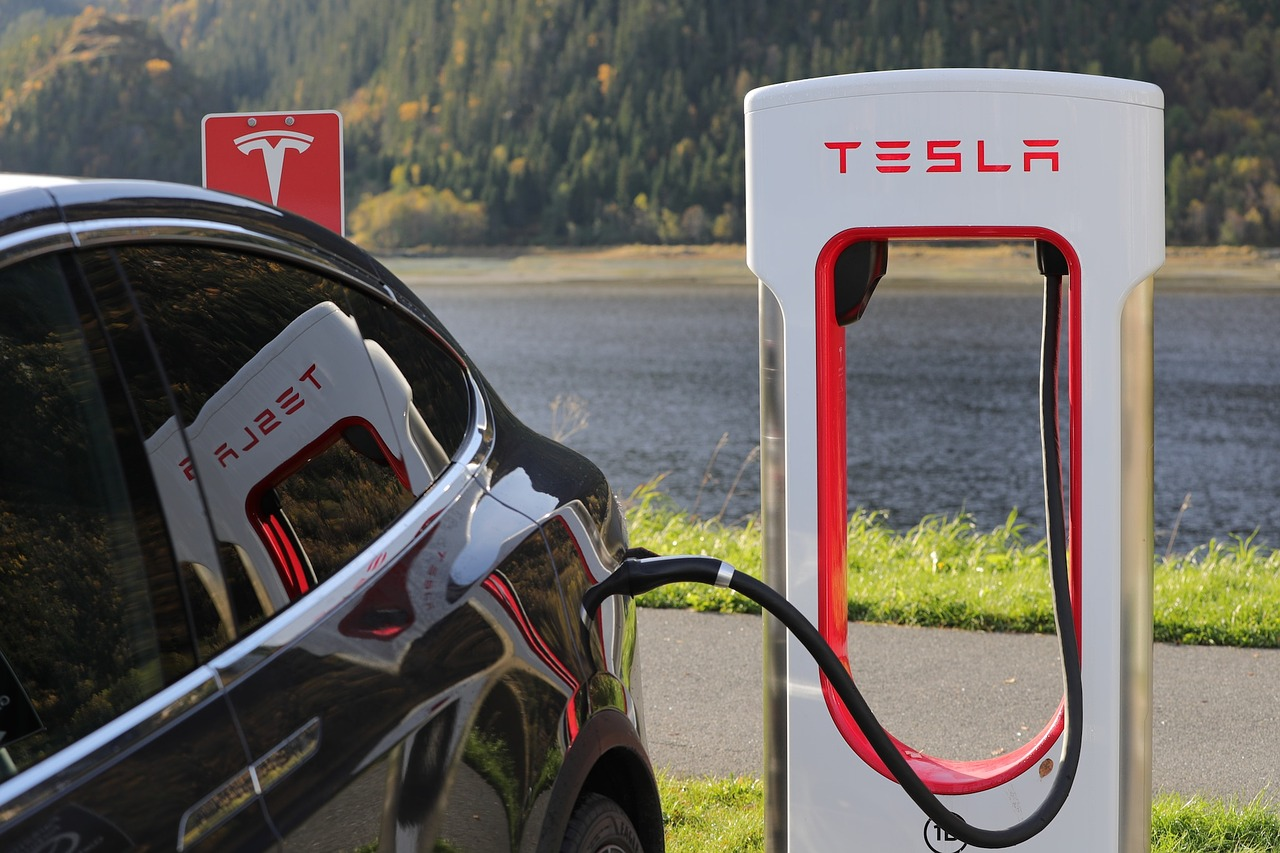
Tesla Model X an einer Supercharger Ladestation
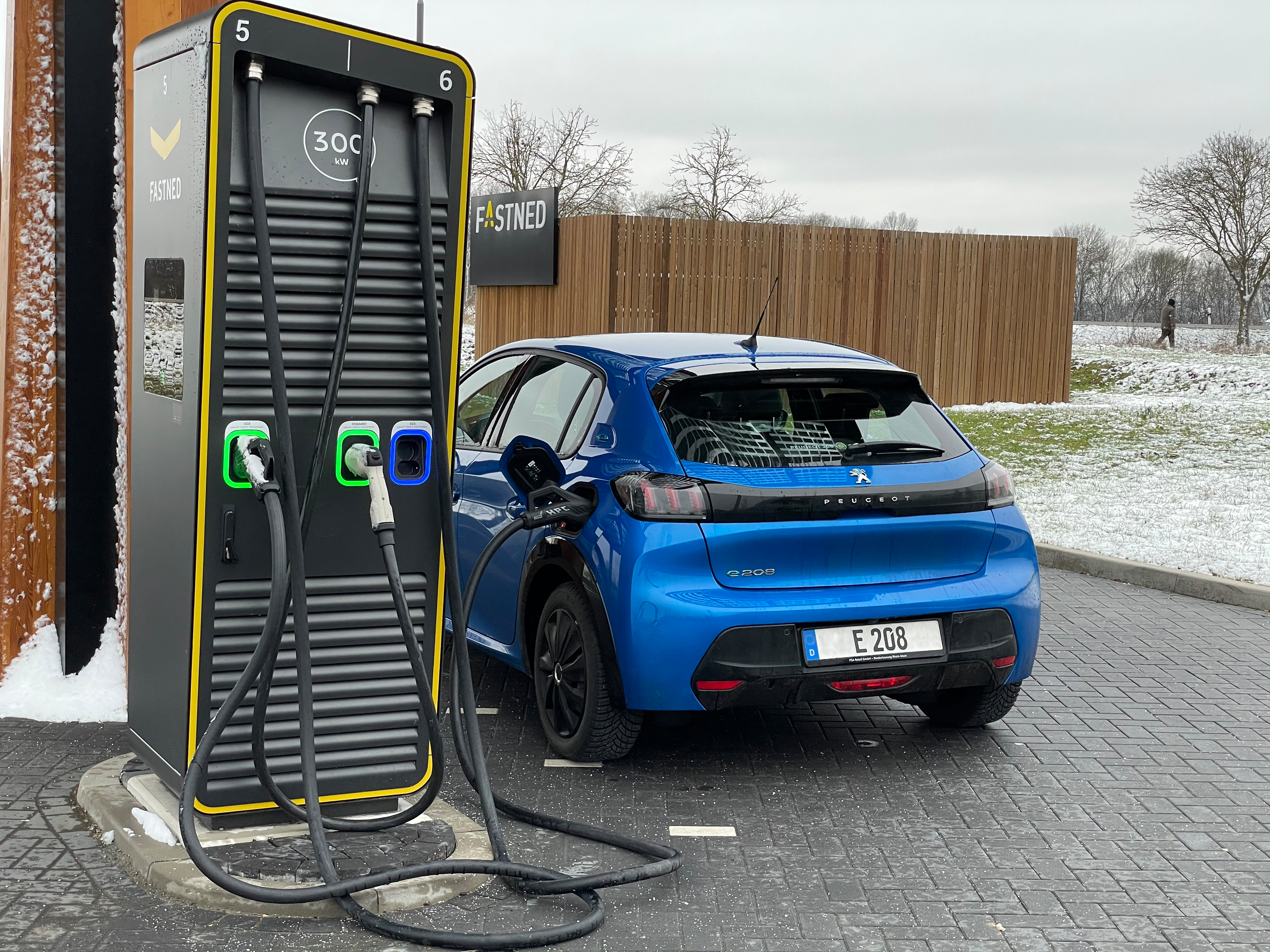
Peugeot e208 an Fastned HPC mit maximal 300 kW Ladeleistung
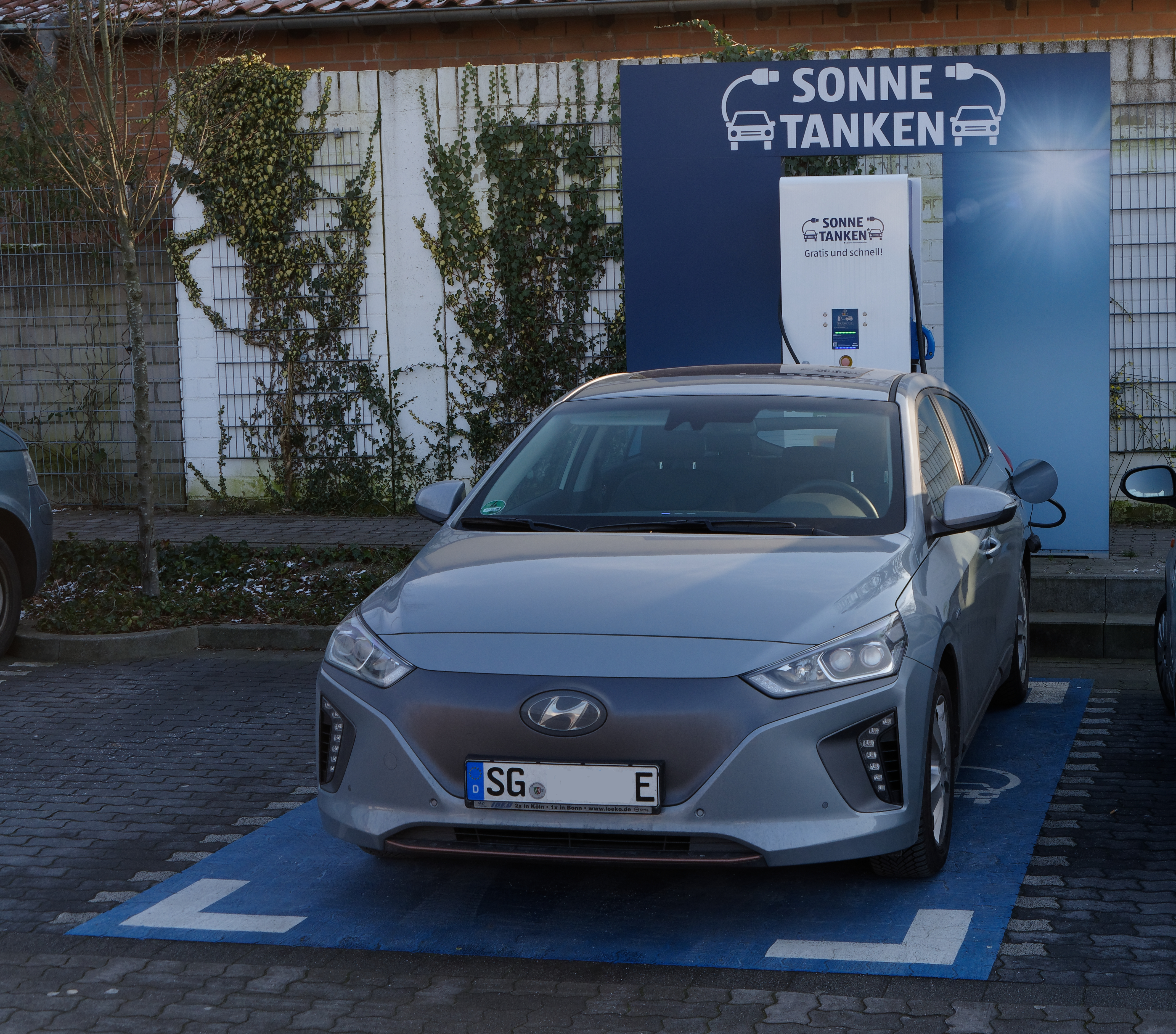
Schnellladestation von Aldi Süd in Hilden
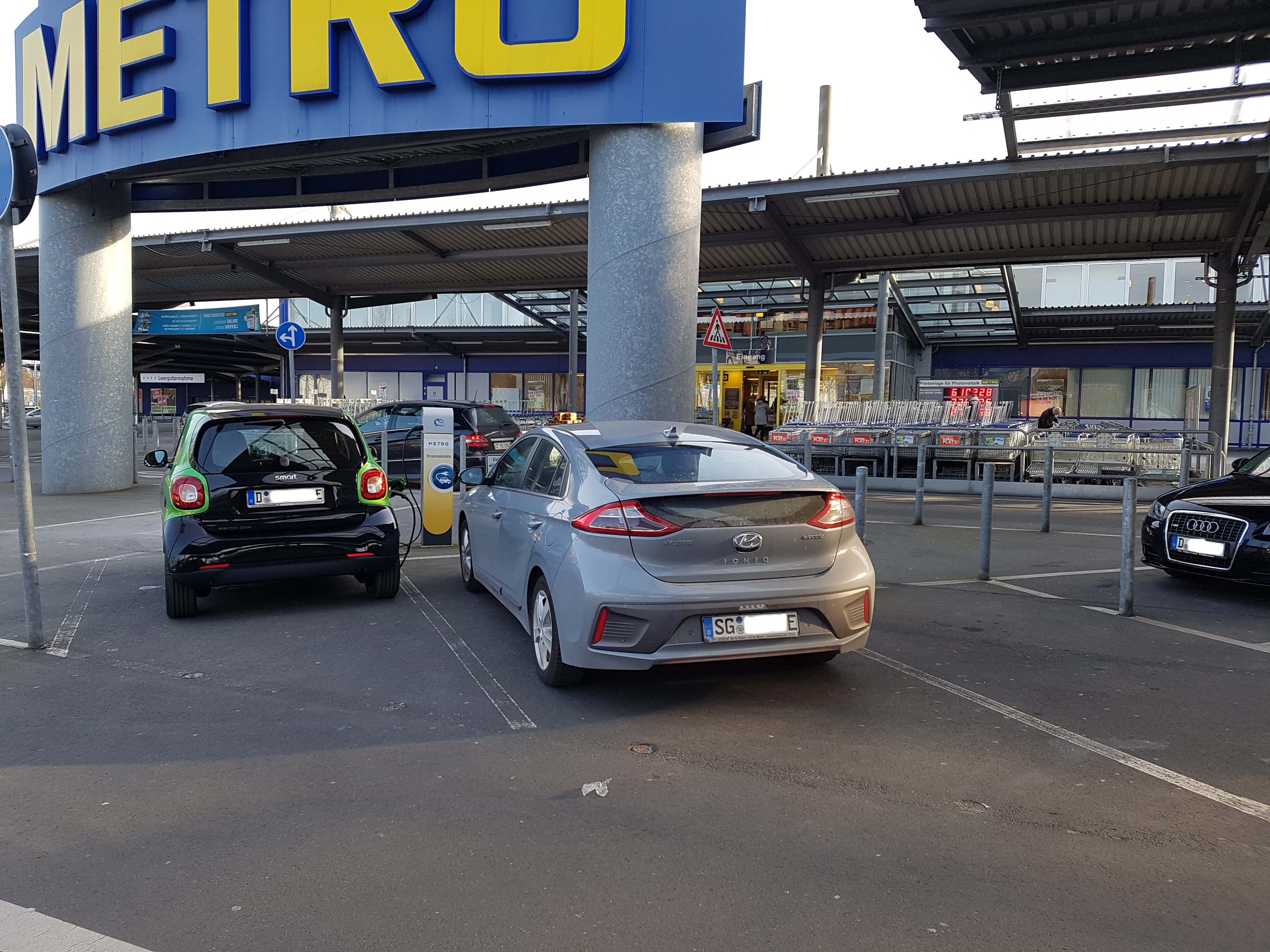
Ladestation bei Metro in Düsseldorf
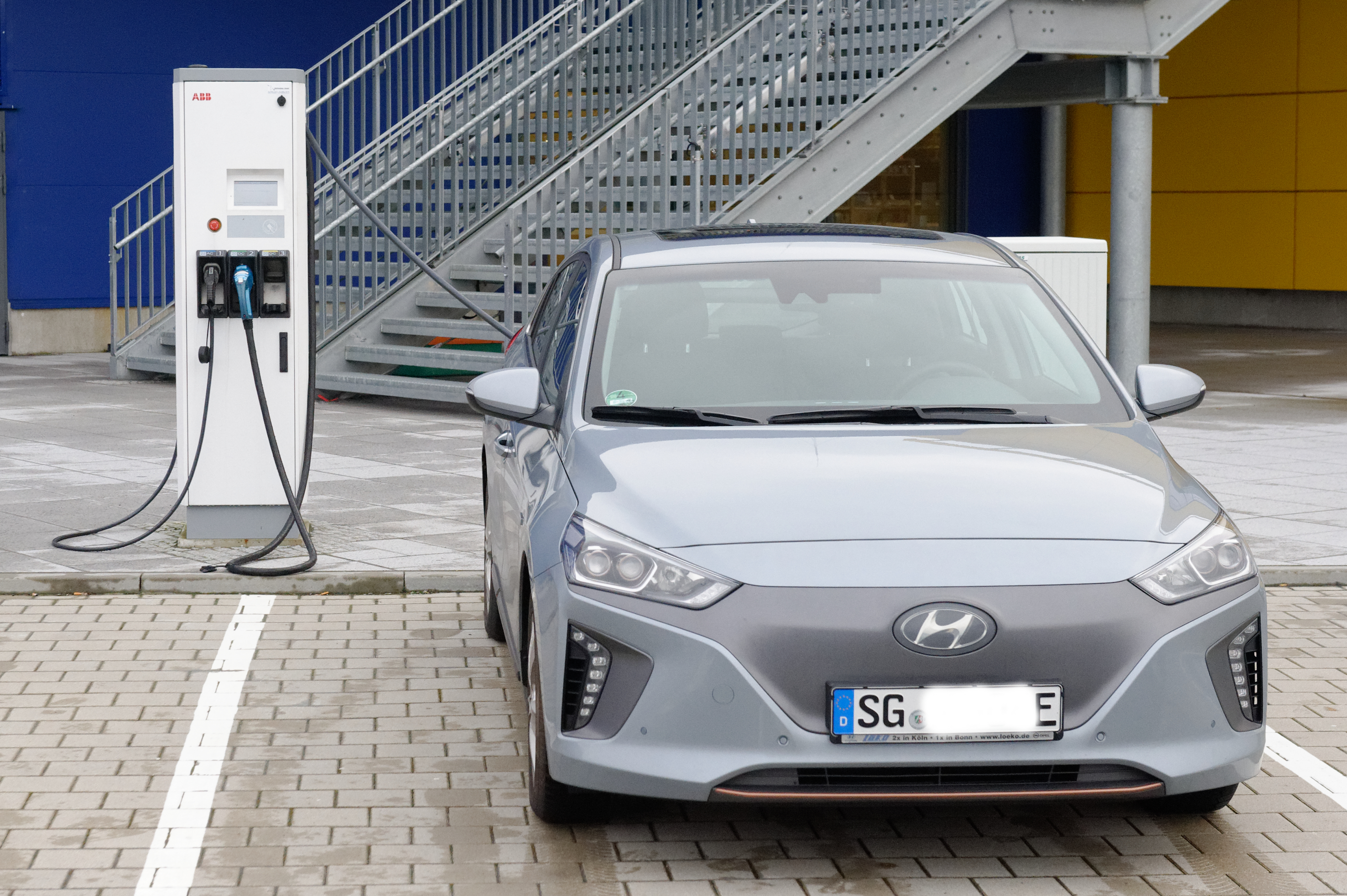
Schnellladestation bei IKEA in Wuppertal
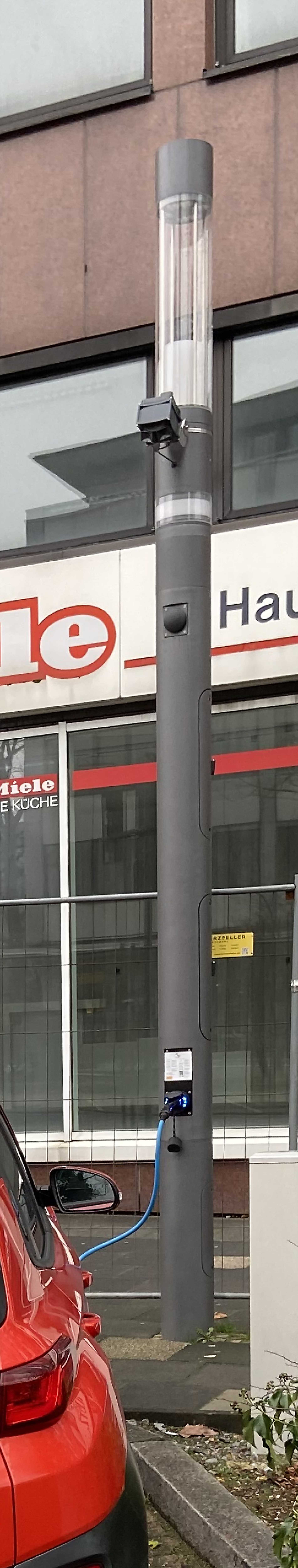
Smart Pole in Essen
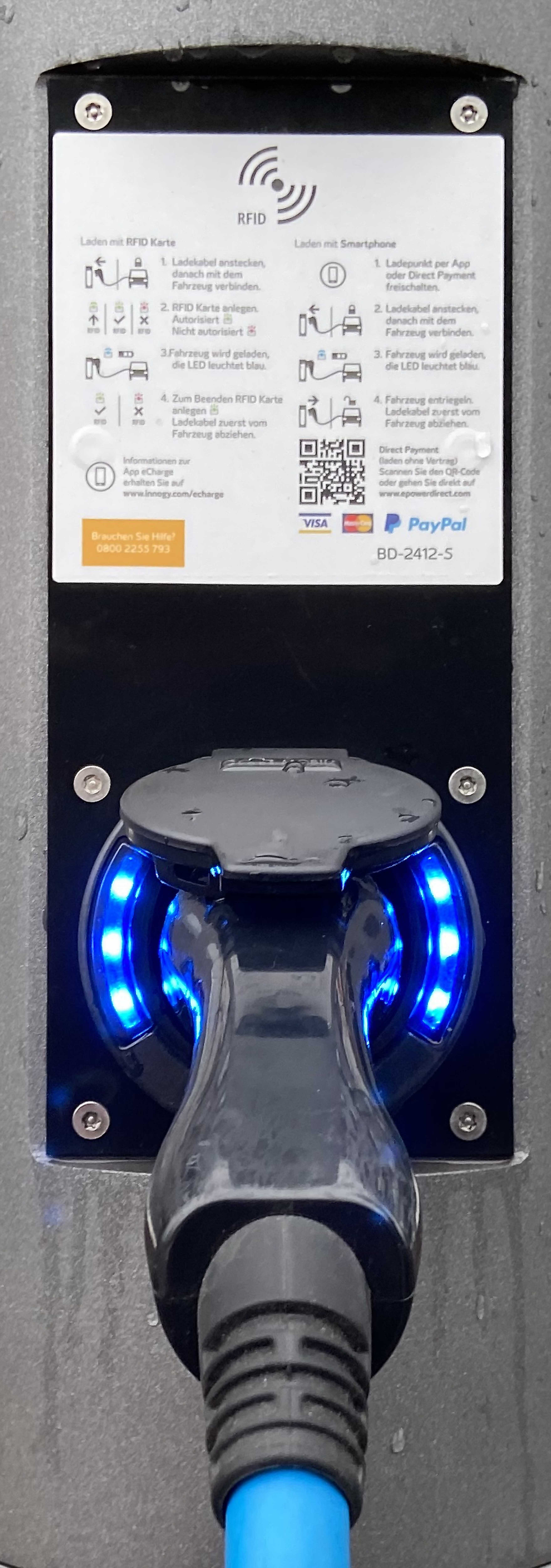
Smart Pole
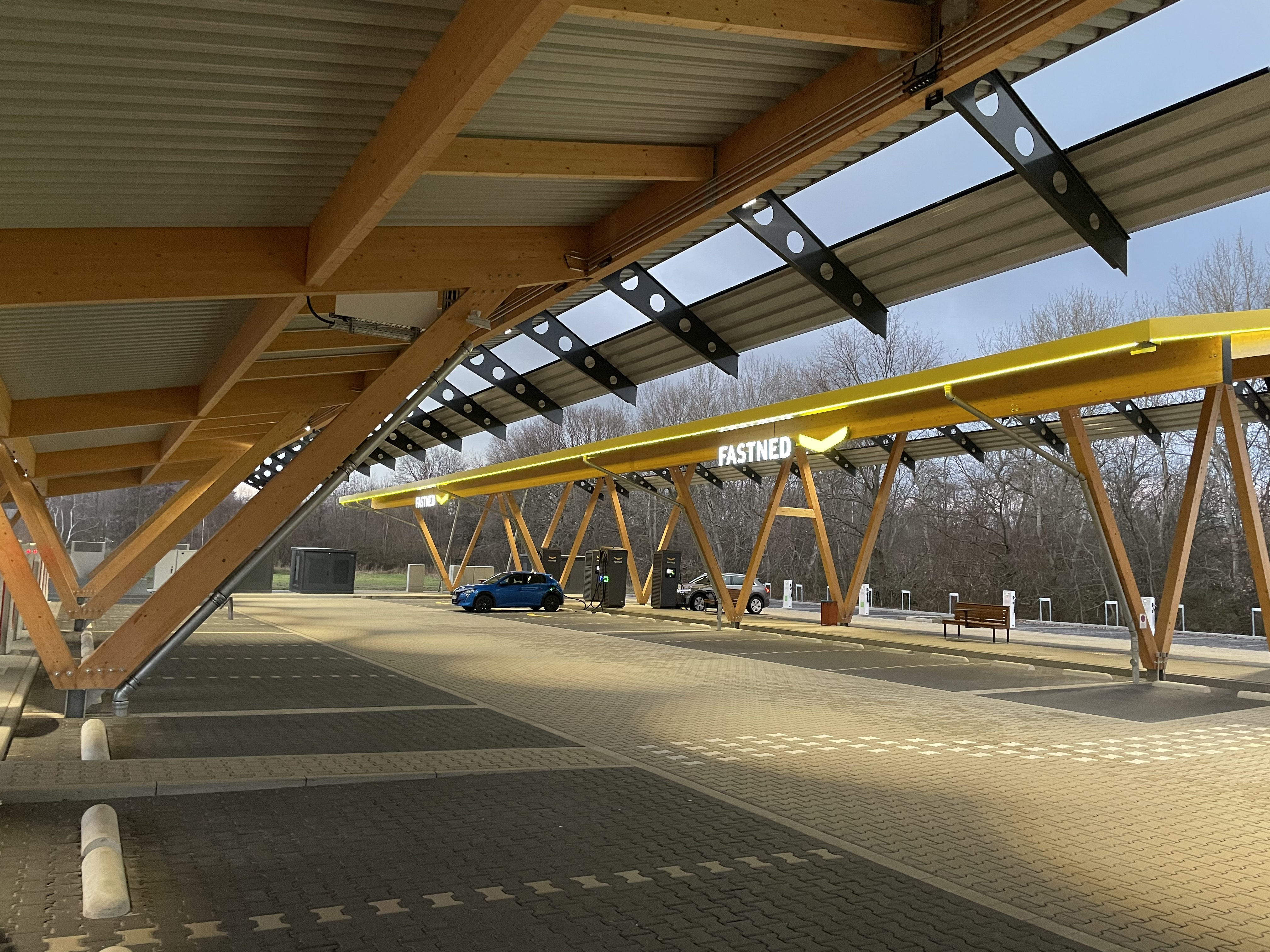
Fastned Schnellladepunkte am Seed & Greet Ladepark Kreuz-Hilden
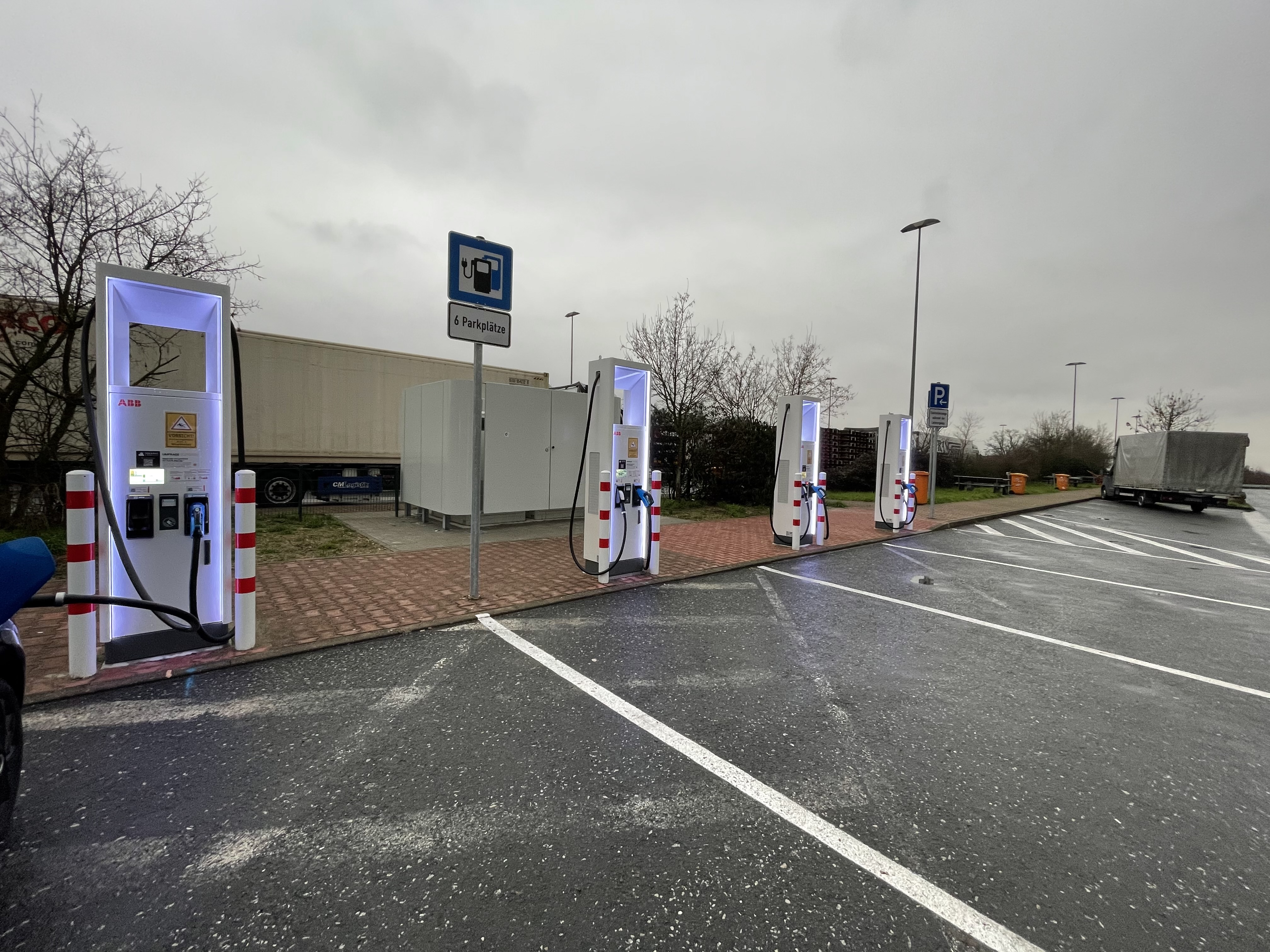
HPC Ladepunkte an Autobahnraststätte

## Österreich

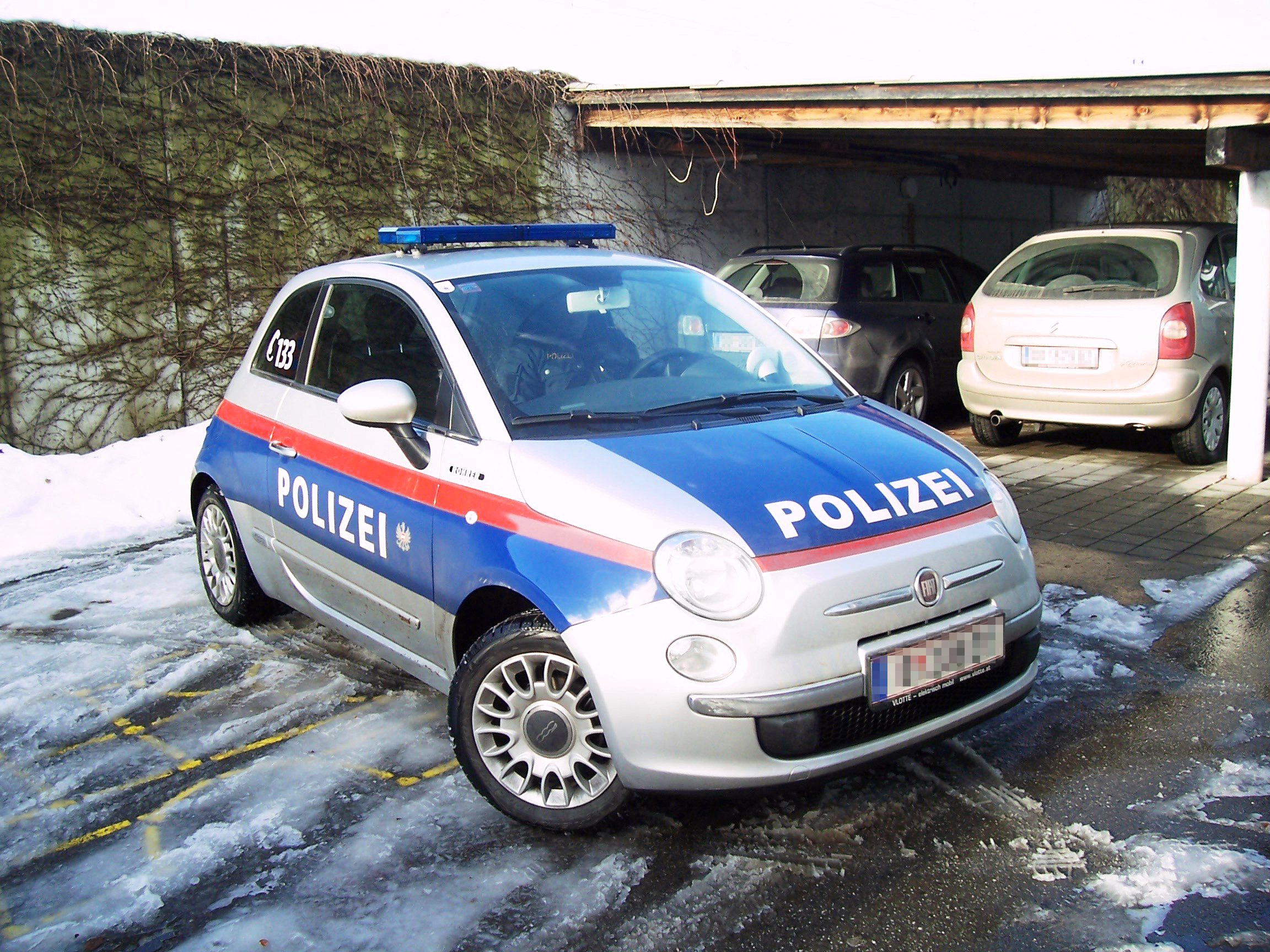
Polizei-Elektroauto im Programm „VLOTTE“

### Förderprogramme und politische Initiativen
In Österreich wurden 2009 drei Programme zu Energieforschung, Automobilentwicklung und Marktvorbereitung begonnen. Im gleichen Jahr wurden auch die Modellregionen „VLOTTE“ in Vorarlberg und „ElectroDrive“ in Salzburg gestartet, sowie die Initiative e-connected für Elektromobilität und nachhaltige Energieversorgung gegründet. Neben den durch nationale Fördermittel errichteten Modellregionen hat sich in Kärnten eine Initiative namens „Lebensland Kärnten“ gebildet. Treibende Kraft in dieser Initiative ist die Kärntner Landesregierung.
Umweltministerium, Verkehrsministerium und die Automobilbranche fördern 2017/2018 mit insgesamt 72 Millionen den Kauf von Elektro-Personenkraftwagen, von Elektro-Zweirädern sowie die Errichtung von Ladestationen.
2016 kündigten Vertreter des Verkehrs- und Umweltministeriums Förderungen für Kauf und Verbreitung von Elektroautos im Umfang von 72 Mio. € an. 48 Mio. € davon sollen den Ankauf bzw. Absatz stützen. Privatpersonen konnten 4000 €, Vereine, Institutionen und Betriebe 3000 € beim Kauf eines reinen Elektroautos erhalten; alle Gruppen konnten 1500 € für ein Hybrid-Elektroauto erhalten. Die Regelung galt für Käufe zwischen 1. Jänner 2017 und Ende 2018. Für diese Kraftfahrzeuge gab es Kennzeichen mit grünem Schriftzug. Damit wurden Privilegien verbunden, etwa beim Parken oder das Benutzen von Busspuren. Je 24 Mio. € kamen vom Umweltministerium, vom Verkehrsministerium und von den Automobilimporteuren. Mit 48 Mio. € konnten mindestens 12.000 Förderungen finanziert werden. ÖAMTC und VCÖ kritisierten die Förderungen als falsche Anreize.
Im Frühjahr 2018 wurde bekannt, dass das Bundesministerium für Nachhaltigkeit und Tourismus um Bundesministerin Elisabeth Köstinger plant, Elektroautos von den auf österreichischen Autobahnen und Autostraßen streckenweise geltenden „Immissionsschutzgesetz - Luft“-Geschwindigkeitsbeschränkungen („IG-L“) auszunehmen. Dies folgte dem Prinzip, dass sich nur diejenigen Verkehrsteilnehmer – nämlich Fahrer von Fahrzeugen mit Verbrennungsmotoren –, die im Gegensatz zu emissionsfreien Elektrofahrzeugen auch tatsächlich für die zu hohen Luftschadstoff-Werte, die zur Aktivierung dieser über Verkehrsbeeinflussungsanlagen verordneten Begrenzungen führen, verantwortlich sind, den entsprechenden Beschränkungen unterwerfen müssen.
Das bedeutet beispielsweise, dass auf einigen Autobahnen Fahrzeuge mit Verbrennungsmotor nur maximal 100 km/h fahren dürfen, während Elektroautos (die über eine spezielle Kennzeichentafel mit grüner Schrift verfügen) von diesem Tempolimit befreit sind. Ist hingegen beim Anzeigen des Tempolimits der Schriftzug „Immissionsschutzgesetz-Luft“ oder „IG-L“ nicht ersichtlich, erfolgt die Geschwindigkeitsbegrenzung aus anderen Gründen wie z. B. der Verkehrssicherheit und ist daher ebenso für Fahrzeuge mit Elektroantrieb verpflichtend.
Mit Juli 2020 wurde die Förderung für den Kauf von Elektroautos für Privatpersonen, Vereine, Institutionen und Betriebe gleichermaßen auf 5000 € angehoben. Voraussetzung für die Inanspruchnahme der Förderung ist ein Brutto-Listenneupreis von maximal 60.000 € und eine vollelektrische Reichweite von mindestens 50 km nach WLTP. Darüber hinaus wurden die Förderungen für private Ladestationen auf 600 €, Ladestationen in Mehrparteienhäusern auf 1.800 € angehoben. Die Förderung ist weiterhin an den hauptsächlichen Bezug erneuerbarer Energien geknüpft.

### Gesetzlicher Rahmen
Um die Elektromobilität zu fördern, hat die Österreichische Bundesregierung neben den Förderungen auch gesetzliche Maßnahmen erlassen.
- Steuererleichterungen: Elektrofahrzeuge sind von der Normverbrauchsabgabe (NoVA) und der motorbezogenen Versicherungssteuer befreit. Für die Privatnutzung von elektrisch betriebenen Firmenfahrzeugen entfällt der Sachbezug.
- Neue E-Nummerntafel: Für elektrisch betriebene Fahrzeuge gibt es eine neue Nummerntafel: grüne Schrift auf weißem Hintergrund.
- Die Straßenverkehrsordnung erlaubt die Zusatztafel „Halten und Parken verboten – ausgenommen Elektrofahrzeuge“.[139]

### Entwicklung und Bestand
Von 2010 bis 2018 hat sich die Elektromobilität in Österreich sehr dynamisch entwickelt:
- Elektro-Personenkraftwagen: Von 2016 auf 2017 sind die Neuzulassungen von elektrisch betriebenen Personenkraftwagen um 42 % gestiegen, die Steigerung bei Plug-in-Hybriden betrug 39 %. Damit hat sich der Bestand von elektrisch betriebenen Personenkraftwagen bis November 2018 auf 26.166 Fahrzeuge erhöht.[140][141]
- Elektro-Fahrräder: In Österreich wurden 2017 über 120.000 Elektrofahrräder verkauft. Der Marktanteil von Elektrofahrrädern am Gesamtfahrradmarkt ist von rund 22 % im Jahr 2016 auf 29 % im Jahr 2017 angewachsen.
- Ladeinfrastruktur: Österreich hat 35 E-Ladestationen je 100.000 Einwohner. Diese 3.008 Stationen (Stand Nov. 2017) bedeuten den 5. Platz innerhalb der EU, hinter Luxemburg (37), Schweden (38), Dänemark (45) und den Niederlanden (180 E-Ladestationen je 100.000 Einwohner).[142] Ende 2018 stehen auf Österreichs Autobahnen und Schnellstraßen 23 Schnell-Ladestationen zur Verfügung. Das entspricht einer durchschnittlichen Entfernung von 100 km. Alle Ladestationen sind mit den Steckertypen CHAdeMO, Combo2 und Typ 2 ausgestattet und ermöglichen ein Laden bis 150 kW in 30 Minuten.[143]

Zur Marktentwicklung von Elektroautos siehe Marktentwicklung von Elektroautos nach Ländern.

### Trend
Wichtige Gründe für den Kauf eines Elektroautos sind:
- Umwelt: Der wichtigste Grund für Konsumenten ist der Klimaschutz. Der Verkehr ist mit aktuell 28 % an den Gesamtemissionen der wichtigste Verursacher von Treibhausgasen in Österreich. Elektroautos haben weniger CO2-Emissionen.[144]
- Steuerliche Vorteile: Seit 2018 berechtigen Elektroautos zum Vorsteuerabzug von Firmen-PKWs.
- Datei: Elektroautos unterstreichen das Umweltbewusstsein eines Unternehmens. Auch Privatbesitzer fallen mit der grünen Kennzeichentafel positiv auf.
- Einfache Handhabung: Das Auftanken von Elektroautos ist an normalen Steckdosen möglich. Das Netz an öffentlichen Ladestationen wächst.[145]
- Betriebskosten: Der Durchschnittspreis sind 3,50 Euro pro 100 Kilometer. Dieser Wert kann jedoch stark schwanken, abhängig von Fahrstil, Fahrzeug-Modell, Strompreis und Geschwindigkeit der Ladestation. Die Wartungs- und Reparaturkosten für Elektroautos sind um rund 35 % geringer als bei vergleichbaren Benzin- oder Dieselfahrzeugen, da sie technisch einfacher gebaut sind.[146]

## Schweiz

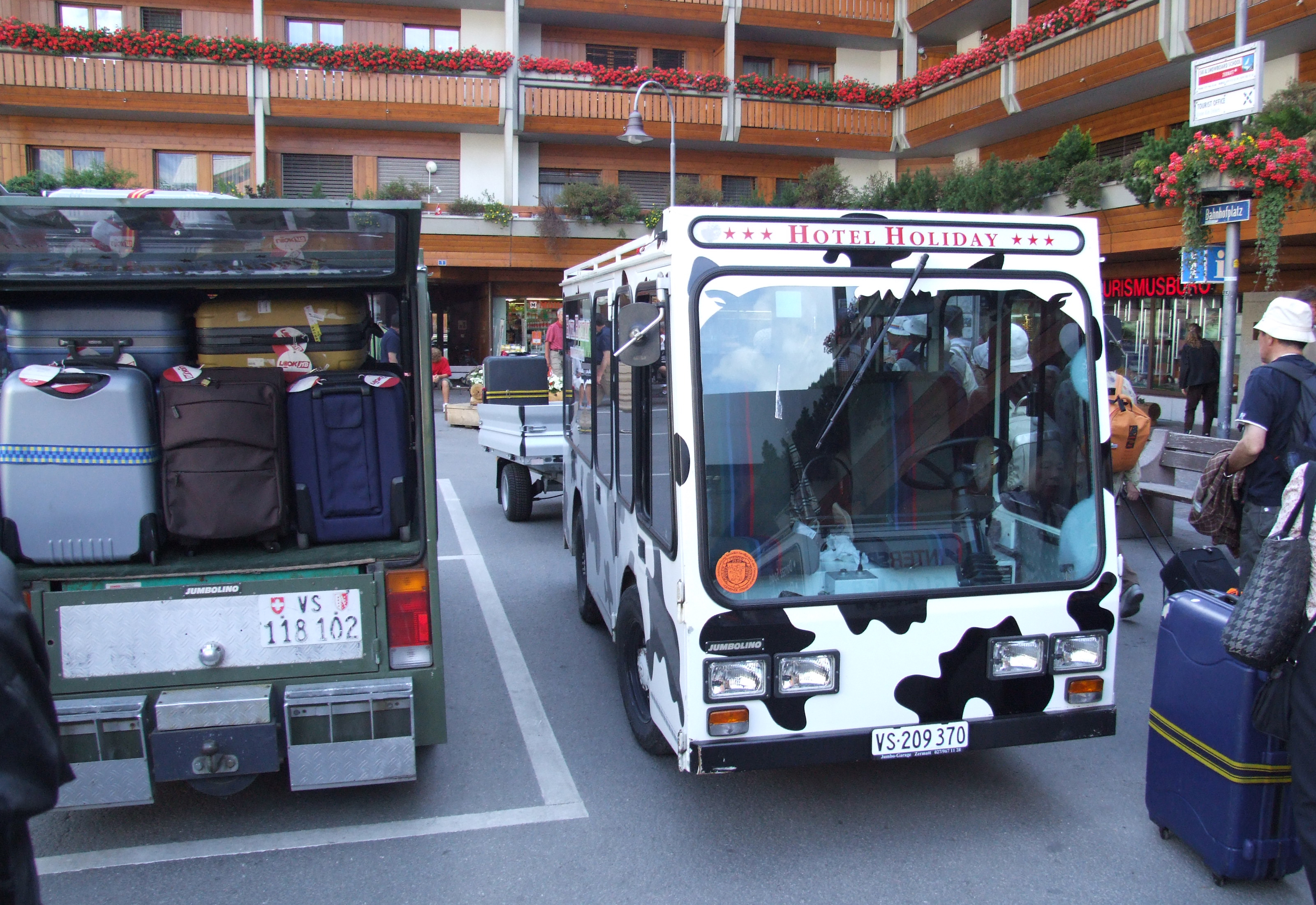
Transfer von Gepäck und Touristen in Zermatt mit Elektrofahrzeugen

### Pioniergemeinde Mendrisio und andere Praxisprojekte
Elektromobilität wird in der Schweiz seit 1994 propagiert, als in der Gemeinde Mendrisio die größte europäische Modellregion gegründet wurde. Von 1994 bis 2001 wurden dort über 400 Elektrofahrzeuge in den Markt eingeführt, zwei Drittel davon für den privaten Gebrauch. Mit dem Versuch sollten folgende Ziele erreicht werden:
- Demonstration des Alltagseinsatzes von Leicht-Elektrofahrzeugen (LEM)
- Erprobung und Evaluation von Fördermassnahmen für LEM
- Die Integration von LEM in zukunftsorientierte, umweltschonende Mobilitätskonzepte.

Die Alltagstauglichkeit hat sich erwiesen. Die meisten private Teilnehmenden haben zwar das LEM als Zweitauto gewählt, insgesamt ist ihre Mobilitätsleistung nicht höher geworden, d. h. auf allen Strecken,
die mit dem LEM zurückgelegt wurden, ergab sich ein Nutzen für die Energie- und Umweltwirkung. Mendrisio hat eins gezeigt: wenn der Anschaffungspreis von eAutos zu hoch ist gegenüber den konventionellen Fahrzeugen, werden sie nicht gekauft. Der Erfolg wird also wesentlich von der Wirtschaftlichkeit der eAutos im Vergleich zu konventionellen bestimmt.
Die positiven Erfahrungen sowie die Sensibilisierung im Tessin für die Elektromobilität führen 2014 zu einer breiten politischen Debatte, um das Tessin zum Pilotkanton für Elektromobilität zu machen. Unter anderem soll hier mit einem Bonus-Malus-System dafür gesorgt werden, dass mehr energieeffiziente Fahrzeuge auf die Straße gebracht werden. Die damals koordinierende Stelle InfoVEL ist erneut in die Vorbereitungen involviert. Zum 20-jährigen Jubiläum des weltweit wegweisenden „Mendrisio-Projekts“ wird am 16. Juni 2015 erstmals der nationale Tag der Elektromobilität in der Schweiz durchgeführt, der Swiss eDay.
Nicht damit verglichen werden können eine Reihe von Orten, in denen Kraftfahrzeuge mit Verbrennungsmotoren nicht zugelassen sind und die oft als autofrei bezeichnet werden. Dazu zählen die schweizerischen Orte Braunwald, Gimmelwald, Mürren, Niederrickenbach, Riederalp, Saas-Fee, Stoos, Wengen BE und Zermatt. Auch übernachtende Gäste, welche mit dem Auto anreisen, müssen das Auto vor den Orten stehen lassen. Hier verkehren Elektrofahrzeuge aber auch Traktoren und Maschinen mit Verbrennungsmotoren sowie weitere Ausnahmen (Arzt, Feuerwehr, Müllabfuhr etc.), jedoch kein motorisierter Individualverkehr.
In der Schweiz fehlt eine eigene Automobilindustrie, weswegen die öffentliche Hand, namentlich der Bund, eine deutliche Zurückhaltung in Fragen der Subventionierung oder Förderung der Elektromobilität ausübt. 2010 startete mit dem Projekt „alpmobil“ ein weiteres Praxisprojekt, bei welchem sich Urlauber tageweise für 70 Franken ein Elektroauto mieten und so die Region elektrisch erkunden konnten. Nutzer machten ihre ersten Erfahrungen mit der Elektromobilität, die Anbieter sammelten Informationen über mögliche Hindernisse und Schwierigkeiten. Dass im Ergebnis 80 % der Kunden mit dem Angebot zufrieden waren zeigt, dass die Akzeptanz für Elektroautos hoch und trotz mancher Pannen die Qualität der Testautos, hier waren es die Kleinwagen Think, sogar in einer Bergregion ausreichend ist.
Die jährlich aktualisierten Berichte „Elektromobilität vor Ort“ der Kommission „VillE“ beleuchten den Stand der lokalen Elektrifizierungsstrategien in der Schweiz und präsentieren nützliche Tipps und Handlungsempfehlungen für Gemeinden, Energieversorger und andere Akteure vor Ort mit vielen Praxisbeispielen.

### Politische Initiativen
Um diese Akzeptanz weiter zu erhöhen, engagieren sich mittlerweile eine Reihe von Verbänden und Interessensgruppen für die Elektromobilität. Mit dem „Schweizer Forum Elektromobilität“ wurde 2011 vom Bundesamt für Strassen (ASTRA) und vom Touring Club Schweiz ein neues Kompetenzzentrum für Elektromobilität geschaffen. Ziel des Kompetenzzentrums ist es, allen Akteuren und Interessensgruppen praktische Entscheidungshilfen beim Eintritt in den Elektromobilitätsmarkt zu bieten. Als besonderes Highlight organisiert das Schweizer Forum Elektromobilität seit 2010 seinen jährlichen Kongress. Aus der ersten Ausgabe des Kongresses ging die „Charta von Luzern“ hervor, eine Absichtserklärung sämtlicher Akteure, die sich für die Entwicklung der Elektromobilität einsetzen. Im Folgejahr mündete die „Charta“ in der „Challenge von Luzern“. Diese verpflichtet die Unterzeichner, ihre Ziele und Verwirklichungen für die kommenden Jahre vorzustellen. Zum Beispiel sollen bis im Jahr 2020 alle Zwei- und Dreiradfahrzeuge sowie ein Großteil der Lieferfahrzeuge der Schweizerischen Post elektrisch betrieben werden. 2012 wurde am 3. Kongress die „Schweizer Road Map“ vorgestellt, die von 30 Unternehmen unterstützt wird. Im Mittelpunkt dieser Road Map stehen die notwendigen Sofortmaßnahmen öffentlicher und privater Akteure für eine beschleunigte Markteinführung von steckdosenfähigen Elektrofahrzeugen in der Schweiz.
Im Herbst 2012 wurde der Verband Swiss eMobility gegründet. Die Schweizer Road Map Elektromobilität dient als inhaltliche Arbeitsgrundlage. Mit dem Projekt EVite wurde zugleich der privat finanzierte Aufbau eines flächendeckenden, schweizweiten Schnellladenetzes für Elektroautos begonnen. Außerdem lanciert der Verband erstmals am 16. Juni 2015 den nationalen Tag der Elektromobilität, den Swiss eDay, um möglichst vielen Menschen einen Zugang zur Elektromobilität zu ermöglichen.

### Mietauto
Die Berggemeinde Eischoll im Schweizer Kanton Wallis kaufte 2015 mit Sponsorenhilfe ein Elektroauto an, um es tageweise an jedermann zu vermieten.

## Frankreich

### Landesweite Förderungen
Die französische Regierung hat am 9. Februar 2009 den Pacte Automobile veröffentlicht, in welchem sie ihre Absichten und Ziele in der Entwicklung der Elektromobilität konkretisiert. Neben der Gründung einer Arbeitsgruppe zum Ausbau der Infrastruktur enthält das Papier konkrete Zahlen zu den geplanten Fördergeldern. Es sollen insgesamt 250 Mio. Euro an Krediten für die Entwicklung „grüner Produkte“ bereitgestellt werden, außerdem wurden sofort 50 Mio. Euro in den „fonds démonstrateur“ gezahlt, welcher bis 2012 insgesamt 400 Mio. Euro für die Entwicklung von Prototypen und Vorführmodellen von Elektroautos bereitstellen soll. Eine erste Ausschreibung des Fonds wurde bereits abgeschlossen, hier wurden 11 Projekte mit insgesamt 57 Mio. Euro unterstützt. Die Bewerbung zu einer zweiten Ausschreibung endete im Juni 2009. Zusätzlich unterstützt die französische Regierung den Kauf von Elektroautos mit einem Bonus von 5000 Euro beim Erwerb eines Autos mit weniger als 60 g/km CO2-Ausstoß. Als Ziel bis 2012 wurde die Zahl von 100.000 Elektroautos auf französischen Straßen gesetzt.
Am 1. Oktober 2009 präsentierte das Ministerium für nachhaltige Entwicklung einen nationalen Plan zur Entwicklung „sauberer“ Autos. Dieser beinhaltet ein Budget von 1,5 Mrd. Euro, welches von staatlicher Seite bis 2020 in 14 Projekte investiert werden soll. Zusammen mit der Beteiligung von Automobilherstellern und -zulieferern werden Investitionen in Höhe von 4,75 Mrd. Euro bis 2020 angestrebt. Neben den bereits zuvor angekündigten Plänen, wie z. B. der staatlichen Beteiligung beim Bau einer Batteriefabrik nahe Paris durch Renault, wurden neue Ziele gesetzt und bestehende konkretisiert. Ein Schwerpunkt liegt bei der Entwicklung einer Norm für Ladesysteme und dem Ausbau der Ladeinfrastruktur, wobei lediglich 10 % der Lademöglichkeiten an öffentlichen Orten zu finden sein sollen, die restlichen 90 % sollen sich zu Hause und am Arbeitsplatz befinden. Zu deren Entwicklung wurden weitere Ausschreibungen in naher Zukunft angekündigt. Außerdem wurde die Anschaffung von 100.000 Elektrofahrzeugen durch staatliche und private Unternehmen bis 2015 beschlossen. Als Ziel des Plans sieht die französische Regierung die Zahl von 2 Mio. Elektroautos auf französischen Straßen im Jahr 2020.
Frankreich gewährt eine Art Abwrackprämie beim Tausch eines alten Autos mit Verbrennungsmotor gegen ein Neufahrzeug mit Elektromotor von bis zu 10.000 Euro. Ein Plug-in-Hybrid erhält noch 6.500 Euro.
Anfang Juli 2017 hatte der französische Umweltminister mitgeteilt, dass sich Frankreich bis 2040 von der Zulassung von Autos mit Verbrennungsmotor verabschieden möchte. Man wolle so bis 2050 CO2-neutral sein.

### Paris
Die Hauptstadt Paris startete in der ersten Dezemberwoche 2011 ein öffentliches Leihsystem für Elektroautos. Anfangs standen 250 Fahrzeuge bereit, im Sommer 2012 sollten es 3000 Autos sein.
Schon vor einiger Zeit hatte die Stadt entschieden, Dieselautos zum Jahr 2024 aus der Stadt zu verbannen – pünktlich zu den Olympischen Sommerspielen. Ab 2030 sollen nun auch keine Benzinautos mehr in der französischen Hauptstadt erlaubt sein.

## Großbritannien

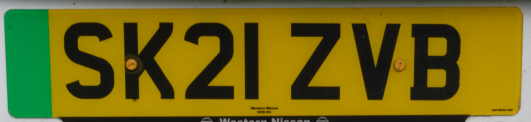
Kennzeichen von Elektroautos haben links einen grünen Streifen

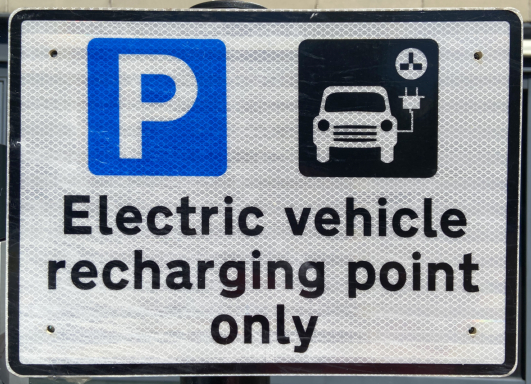
Ladeplätze sind entsprechend ausgeschildert

In Großbritannien unterstützt die „Low Carbon Vehicles Innovation Platform“ des Technology Strategy Board Forschungs-, Entwicklungs- und Demonstrationsprojekte zur Elektromobilität. Inzwischen wurden mehrere Ausschreibungen, wie zum Beispiel Ende Februar 2009 für kosteneffektivere und leistungsstärkere Hybrid- und Elektrofahrzeuge in Höhe von 10 Mio. ₤, veröffentlicht.
Am 26. Juli 2017 wurde bekannt, dass ab 2040 keine Fahrzeuge mit Verbrennungsmotor verkauft werden sollen. In London dürfen dann auch keine mehr gefahren werden. Ziel ist es, bis 2050 den Verkehr vollständig emissionsfrei zu gestalten.
Premierminister Boris Johnson verkündete am 18. November 2020, dass ab 2030 der Verkauf von reinen Verbrennerfahrzeugen verboten wird, Hybrid-Modelle werden nur noch bis 2035 verkauft.

### Schottland
Die Planungen der Regierungschefin des Landes Nicola Sturgeon sehen einen Ausstieg aus Diesel und Benzin bis 2032 vor.

## Island
Es wird der Plan verfolgt, Neuzulassungen von Fahrzeugen mit Verbrennungsmotoren 2030 einzustellen und bis 2040 vollständig CO2-neutral den Verkehr zu gestalten. Dies soll auch die Schifffahrt mit einschließen und dort Schweröl als Antriebsmittel abschaffen.

## Italien
Anfang 2009 hat das Wirtschaftsministerium Italiens 180 Mio. Euro im Rahmen des Industria 2015 Projekts bereitgestellt. Hier soll Mobilität im Allgemeinen, vor allem aber das Elektroauto gefördert werden.
Rom hat sich verpflichtet, Dieselfahrzeuge bis 2024 aus der Innenstadt zu verbannen.
| Jahr | Typ           | Neuzulassungen | Bestand |
| ---- | ------------- | -------------- | ------- |
| 2019 | Passenger Car | 17 065         | 39 186  |
| 2019 | LDV           | 1 015          | 5 243   |
| 2019 | Bus           | 65             | 537     |
| 2019 | Kraftrad      | 1 810          | 4 613   |

### Südtirol

#### Förderungen
- 2 000 Euro für den Kauf (auch durch Leasing) oder Langzeitmiete eines reinen Elektrofahrzeuges (Batterie oder Brennstoffzelle)
- 2 000 Euro für den Kauf (auch durch Leasing) oder die Langzeitmiete eines Elektrofahrzeuges mit Range Extender (kleinergleich 70 g CO2/km)
- 1 000 Euro für den Kauf (auch durch Leasing) oder die Langzeitmiete eines Plug-in-Hybrids (kleinergleich 70 g CO2/km)

Die Beiträge werden nur gewährt, wenn der Händler mindestens den gleich hohen Preisnachlass gewährt.
Für Fahrzeuge zur Personenbeförderung der Klasse M1, muss der Preis des Fahrzeuges niedriger als 50 000 Euro (ohne MwSt., Zulassung und Landesumschreibungssteuer) sein.
- 30 % der Ausgaben bis max. 1 000 Euro für den Ankauf von zwei-, drei- und vierrädrigen E-Fahrzeugen.
- 30 % der Ausgaben bis max. 1 500 Euro für den Ankauf von E-Lastenfahrrädern mit einer Mindestgesamtlast von 150 kg.

Die Förderungen sind mit anderen öffentlichen Förderungen kumulierbar.

#### Ladestationen
Seit Jänner 2021 hat Südtirol 325 Ladestationen, davon sind 20 Schnellladestationen. Südtirol ist damit eine der Regionen mit der höchsten Dichte an Ladestationen EU-weit.

## Niederlande
Das Parlament in den Niederlanden hat im März 2016 beschlossen eine Strategie zu entwickeln, ab 2025 nur noch rein elektrische Neuwagen zu erlauben. Mit einem Aktionsplan soll der Übergang bis dorthin gestaltet werden. Neben finanziellen Anreizen durch den Staat verfügt das Land über eine sehr gute Ladeinfrastruktur: Es gibt 5.200 öffentliche und 5.850 halböffentliche Ladestationen (zum Vergleich: 4.800 Ladestationen in Deutschland).
Der Stadtrat von Amsterdam plant ab 2022 öffentliche Busse mit Verbrennungsmotor, ab 2025 Sportboote, Motorräder und Mopeds und ab 2030 Fahrzeuge auf Basis von Diesel und Benzin in der Stadt zu verbieten. Damit sollen die Stadtbewohner auf Elektro- und Wasserstofffahrzeuge umsteigen. Dazu sind bis zu 23.000 Ladestationen für Elektrofahrzeuge geplant.

## Portugal
In Portugal liegt ein Schwerpunkt der Förderung von Elektromobilität beim Aufbau einer landesweiten Ladeinfrastruktur. Hierzu wurde 2010 das Projekt Mobi.E gestartet, das durch einen marktorientierten und nutzungsnahen Open-Access-Ansatz private Investoren die Errichtung von öffentlich zugänglichen Ladeanschlüssen erleichtern soll. Die Anschlüsse unterschiedlicher Anbieter sind durch eine universelle Smart Card nutzbar, die der Kunde im Einzelhandel erwerben kann. Bis Mitte 2011 sollten rund 1.300 Ladestationen und 50 Schnellladestationen errichtet werden.

## Spanien

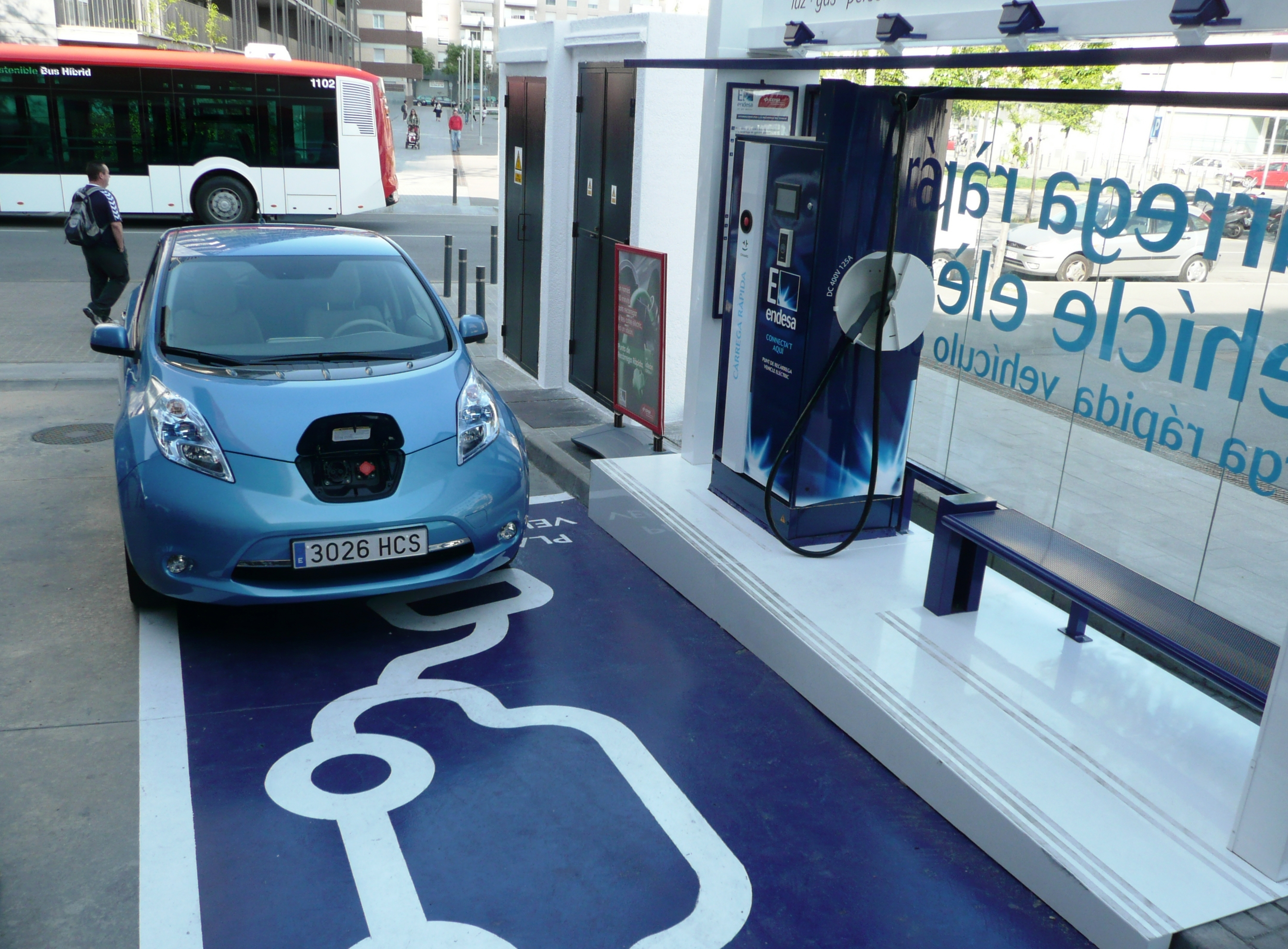
Ladestation in Barcelona 2011

In Spanien soll das Pilotprojekt Movele des Instituts für Energiediversifizierung und -Speicherung (IDEA) und das spanische Wirtschafts- und Tourismusministerium die technische, wirtschaftliche und energietechnische Umsetzbarkeit von Elektroautos demonstrieren. Bis 2014 sollen hier eine Million Elektroautos auf den Straßen zu finden sein. 2009 / 2010 werden 10 Mio. Euro zur Einführung von 2000 Elektroautos und 500 öffentlichen Aufladestationen bereitgestellt.
Im November 2018 wurde ein Gesetzentwurf vorgestellt, wonach ab 2040 nur noch Elektroautos neu zugelassen werden sollen. Damit werden sowohl Benzin- und Dieselfahrzeuge wie auch Hybride verboten. Ein Beschluss wird bis Ende des Jahres erwartet.
Seit 2018 dürfen in Madrid nur noch Benziner ab Baujahr 2000 und Diesel ab Baujahr 2006 fahren.

## Schweden
Das schwedische Verkehrsministerium hat zusammen mit der Energiebehörde und Vinnova das Joint Vehicle Research Programme in Form einer Private Public Partnership (PPP) ins Leben gerufen. Von 2009 bis 2013 sollen hier jährlich 90 Mio. Euro zur Entwicklung zukunftsorientierter Technologien in den Bereichen Sicherheit, Umwelt und Verkehrsfluss investiert werden.

## Norwegen
Die norwegische Regierung hat ab 2012 eine Reihe von staatlichen Vergünstigungen und finanziellen Anreizen geschaffen (etwa 20.000 Euro pro Fahrzeug), sodass Elektroautos zum Teil preiswerter sind als Verbrennungsmotorfahrzeuge. Reine Elektroautos sind von der Mehrwertsteuer (25 %), Kfz-Steuer und Neuwagenabgabe befreit. Elektroautos dürfen auf vielen Busspuren am Stau vorbei gefahren werden. Parken ist kostenlos, ebenso das Benutzen der Fjordfähren und das Benutzen von mautpflichtigen Strecken. Bis Anfang 2019 war auch das Laden an öffentlichen Ladestationen kostenfrei, jedoch funktionierte die Rotation nicht, so dass man sich Anfang März 2019 zur Einführung von Gebühren entschloss.
Ab 2025 sollen alle neu zugelassenen privaten Pkw, Busse und leichten Lastwagen „Nullemissionsfahrzeuge“ sein. Der Verbrennungsmotor ist damit faktisch verboten. Die Regierung setzte in der Vergangenheit mehrere Anreize für den Kauf von Elektrofahrzeugen: Käufern wird einerseits die Mehrwertsteuer erlassen, darüber hinaus bezahlen sie keine Import- und Kfz-Steuer für Elektrofahrzeuge. Außerdem genießen Fahrer von Elektroautos je nach Kommune verschiedene Privilegien, wie zum Beispiel kostenloses Parken und Laden oder den Wegfall von Mautgebühren. Angesichts des wachsenden Marktes der Elektroautos sieht man sich etwa in Oslo aktuell mit dem Problem mangelnder Ladestationen konfrontiert; Ende 2017 kamen rund 50.000 Elektroautos und 30.000 Plug-in-Hybride, die in Oslo registriert waren, auf lediglich 1.300 öffentlich zugängliche Ladestationen. Folglich rät die örtliche Elektrowagenvereinigung derzeit nur unter der Voraussetzung, dass eine private Lademöglichkeit besteht, zur Anschaffung eines Elektroautos. Mehr als jeder dritte Pkw, der 2017 in Norwegen verkauft wurde, war bereits ein Elektrofahrzeug (genauer: 39,2 % der Neuzulassungen).

## Israel
In Israel sollen ab 2030 keine benzin- oder dieselbetriebenen Fahrzeuge mehr zugelassen werden. Nur Elektroautos und -LKWs sowie Erdgasfahrzeuge sollen noch zugelassen werden.

## Vereinigte Staaten
Durch Electrify America wurden bis 2020 tausende Ladesäulen in den USA aufgestellt.
Das amerikanische Energieministerium (DOE) stellt im Rahmen des „American Recovery and Reinvestment Act“ (ARRA) 2,4 Mrd. US$ zur Unterstützung der Entwicklung elektrischer Fahrzeuge bereit, darunter 1,5 Mrd. US$ für Forschung und Entwicklung im Bereich der Akkumulatoren. Damit sollen die Meilensteine eines fünfjährigen Entwicklungsplan erreicht werden, der auf die Verdoppelung der Energiedichte, Verdreifachung der Lebensdauer und eine Kostensenkung von 30 % für Akkus abzielt und nach dem bis 2015 eine Million Plugin-Hybrid- und Elektrofahrzeuge auf Amerikas Straßen fahren sollen. Anfang August 2009 gab das DOE eine Liste von 48 Projekten bekannt, die mit diesen Mittel gefördert werden sollen.

## Japan
Das japanische Ministerium für Wirtschaft, Handel und Industrie (METI) hat eine Roadmap für Fahrzeugakkus erstellt, die auf eine Verdreifachung der Energiedichte und eine Kostensenkung auf 20 % des heutigen Niveaus innerhalb der nächsten zehn Jahre abzielt. Dies soll durch eine enge Zusammenarbeit zwischen Industrie, Regierung und Universitäten geschehen. Bei der Umsetzung der Akkuforschungsziele spielt Japans „New Energy and Industrial Technology Development Organization“ (NEDO) eine Schlüsselrolle. NEDO leitet u. a. das für den Zeitraum 2007 bis 2011 angelegte Projekt „Development of High performance Battery Systems for Next-generation Vehicles“ (Li-EAD) und hat im Frühjahr 2009 mit 22 Partnern aus Industrie und Forschung ein Programm gestartet, dessen Ziel es ist, die Energiedichte von Li-Ionen-Akkus für Elektrofahrzeuge auf das Fünffache des heute erreichbaren Stands zu erhöhen. Dazu wurde an der Universität Kyoto ein gemeinsames Forschungszentrum eingerichtet.
Ab 2050 sollen nach einem Beschluss der Regierung sowie den Autoherstellern des Landes keine Fahrzeuge mit reinem PKW mit Verbrennungsmotor mehr produziert werden.

## China
In der Volksrepublik China startete die Regierung im Jahr 2008 eine Kampagne unter dem Motto „Zehn Städte, Eintausend Fahrzeuge“. Noch unter Partei- und Staatschef Hu Jintao, vermutlich im Jahr 2009, beschloss die chinesische Partei- und Staatsführung, die Entwicklung von Elektroautos massiv zu fördern.
In den großen chinesischen Städten gibt es für Autos eine Zulassungsbeschränkung. So durften in Peking 2016 nur 150.000 Autos zugelassen werden. Davon waren 60.000 Zulassungen für Elektroautos reserviert. Die Zulassungen werden über eine Lotterie zugeteilt. So kann nur jeder 665. Bewerber eine Zulassung für ein Benzinauto erhalten.
Die Zentralregierung hat 2014 zwölf neue Förderregionen eingerichtet, um den Absatz der neuen Antriebstechnik zu unterstützen. Dazu gehören unter anderem die drei Smog-geplagten Großstädte Shenyang, Changchun und Harbin in Nordostchina. Insgesamt 40 urbane Zentren erhielten spezielle Subventionen.
Ab 2019 sollen Automobilhersteller mittels Quotenregelung dazu gezwungen werden, jährlich sogenannte „Ökopunkte“ in Höhe von mindestens 10 % ihres Absatzes vorzuweisen, wobei ein Elektroauto etwa vier solcher Punkte gibt, ein Plug-in-Hybrid zwei. Außerdem werden weitere Faktoren wie eine regionale Wertschöpfung in die Berechnung miteinbezogen. Diese Quotenregelung wurde anfangs aufgrund einer Fehlinterpretation vieler Medien mehrfach kritisiert; es wurde angenommen, die Regierung forciere, den Anteil der Elektroautos an den Neuzulassungen von knapp über 2 % im Jahr 2017 innerhalb von zwei Jahren auf 10 % zu steigern, was tatsächlich aber nicht Ziel des Punkteprogramms ist.
China hat 2024 eine Abwrackprämie für Altautos eingeführt, die auf Elektrofahrzeuge angerechnet wird. Eine Befreiung von der Mehrwertsteuer für NEVs besteht weiterhin. Zudem ist die Anzahl der Zulassungen von Verbrennern in vielen Ballungszentren wegen der Luftverschmutzung beschränkt.

## Russland
Keine Kfz-Steuer, Kreditfinanzierung bis ein Drittel.